# Che Guevara
Ernesto Guevara de la Serna, mais conhecido como Che Guevara (Rosário, 14 de junho de 1928 – La Higuera, 9 de outubro de 1967), foi um revolucionário marxista, médico, escritor, guerrilheiro, diplomata e teórico militar argentino. Uma figura importante da Revolução Cubana, seu rosto estilizado tornou-se um símbolo contracultural de rebeldia e insígnia global na cultura popular.
Quando ainda era um jovem estudante de Medicina, viajou por toda a América do Sul e radicalizou suas posições após testemunhar a pobreza, a fome e as doenças que assolavam o continente. Seu crescente desejo de ajudar a derrubar o que ele viu como resultado da exploração capitalista da América Latina levou ao seu envolvimento nas reformas sociais da Guatemala governada pelo presidente Jacobo Árbenz, onde presenciou o Golpe de Estado contra Árbenz apoiado, entre outros, pela CIA e a United Fruit Company e que solidificou a ideologia política de Guevara. Mais tarde, na Cidade do México, conheceu Raúl e Fidel Castro, juntou-se ao Movimento 26 de Julho e partiu para Cuba a bordo do iate Granma com a intenção de derrubar o ditador cubano Fulgencio Batista, apoiado pelos Estados Unidos. Guevara logo ganhou destaque entre os insurgentes, foi promovido a segundo comandante e desempenhou um papel fundamental na vitoriosa guerrilha que, após dois anos, depôs o regime de Batista.
Após a Revolução Cubana, desempenhou vários papéis-chave no novo governo, incluindo a revisão dos apelos e dos esquadrões de fuzilamento para os condenados como criminosos de guerra durante os tribunais revolucionários, a instituição da reforma agrária como ministro das indústrias, a liderança exercida em uma campanha de alfabetização nacional bem-sucedida, serviu tanto como presidente do banco nacional e diretor de instrução das Forças Armadas de Cuba e atravessou o globo como diplomata em nome do socialismo cubano. Tais posições também lhe permitiram desempenhar um papel central no treinamento das forças da milícia que repeliu a invasão da Baía dos Porcos, e levando mísseis balísticos soviéticos com armas nucleares para Cuba, o que precipitou a crise dos mísseis de 1962. Além disso, foi um prolífico escritor e diarista, compondo um manual seminal sobre guerrilhas, junto com um livro de memórias best-seller sobre sua jornada de motocicleta pelo continente sul-americano. Suas experiências e estudos sobre o marxismo-leninismo levaram-no a afirmar que o subdesenvolvimento e dependência do Terceiro Mundo eram resultados intrínsecos do imperialismo, do neocolonialismo e do capitalismo monopolista, que só poderiam ser solucionados pelo internacionalismo proletário e a revolução mundial. Deixou Cuba em 1965 para fomentar a revolução no exterior, primeiro sem sucesso no Congo-Kinshasa e depois na Bolívia, onde foi capturado por forças bolivianas assistidas pela CIA e sumariamente executado.
Guevara continua a ser uma figura histórica venerada e desprezada, polarizada no imaginário coletivo em uma infinidade de biografias, memórias, ensaios, documentários, canções e filmes. Como resultado de seu martírio percebido, suas invocações poéticas para a luta de classes e seu desejo de criar a consciência de um "Novo Homem" impulsionada por incentivos morais e não materiais, Guevara tornou-se um ícone por excelência de vários movimentos de esquerda. A revista Time nomeou-o uma das 100 pessoas mais influentes do século XX, enquanto uma fotografia de Alberto Korda, intitulada Guerrillero Heroico, foi citada pela Maryland Institute of Art como "a mais famosa fotografia do mundo".

## Primeiros anos

### Infância e adolescência

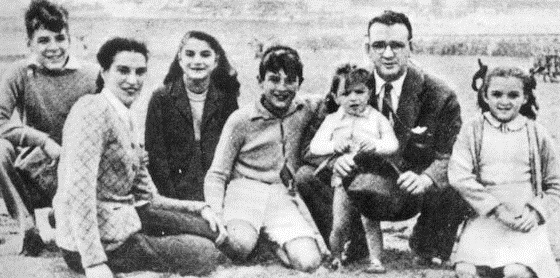
O jovem Ernesto (esquerda) com seus pais e irmãos, c. 1944. A partir dele da esquerda para a direita: Celia (mãe), Celia (irmã), Roberto, Juan Martín, Ernesto (pai) e Ana María

Ernesto Guevara nasceu em 14 de junho de 1928 em Rosário, Argentina, filho de Ernesto Guevara Lynch e Celia de la Serna e Llosa, mas segundo o livro do biógrafo Jon Lee Anderson, Che Guevara: A Revolutionary Life, sua mãe confiou a um amigo astrólogo que Che nasceu em 14 de maio de 1928. O engano foi feito para evitar o escândalo de já estar grávida de três meses antes do casamento. De acordo com essa explicação, os Guevara deixaram Buenos Aires durante a gravidez e depois foram intencionalmente para Rosário para evitar que descobrissem a verdadeira data do parto. Anderson apoia sua versão nos dados fornecidos por Julia Constenla, biógrafa de Celia, como resultado de suas conversas com ela e nas inconsistências da certidão de nascimento de Ernesto. Ernesto Guevara foi por vezes apresentado durante a sua vida como sietemesino, um termo que à época era considerado "o resultado de uma relação pré-matrimonial".
Ernesto foi o mais velho de cinco filhos de uma família de classe média argentina de ascendência espanhola (incluindo basca e cantábrica) e irlandesa, através de seu ancestral patrilinear Patrick Lynch. Um bisavô paterno, Patricio Julián Lynch y Roo, chegou a ser considerado o homem mais rico da América do Sul. Embora muitas das biografias e relatos da família atribuírem sua mãe como sendo descendente de José de la Serna e Hinojosa, último vice-rei espanhol de Lima, não é verídico, visto que o vice-rei José de la Serna morreu sem deixar descendentes. Celia de la Serna também descendia do espanhol Juan Manuel de la Serna y de la Quintana (de origem cantábrica, nascido em Ontón, municipio de Castro-Urdiales) que se mudou para o Vice-Reino do Rio da Prata no final do século XVIII, mudando-se para a cidade de Montevidéu, onde se casou em 1802 com Paula Catalina Rafaela Loaces y Arandía. Segundo o genealogista Narciso Binayán Carmona, era um descendente do conquistador, explorador e colonizador espanhol Domingo Martínez de Irala (1509-1556) e Leonor "Iboty-I Yu" Moquiracé, uma indígena guarani integrante do seuharém pessoal. De acordo com a flexibilidade permitida na língua espanhola, seu nome legal, Ernesto Guevara, às vezes aparece com "de la Serna" e/ou "Lynch" acompanhando-o. Referindo-se à natureza "inquieta" de Che, seu pai declarou que "a primeira coisa a notar é que nas veias do meu filho fluía o sangue dos rebeldes irlandeses".
Muito cedo na vida, Ernestito (como era então chamado) desenvolveu uma "empatia pelos pobres". Crescendo em uma família com tendências esquerdistas, foi apresentado a um amplo espectro de perspectivas políticas, mesmo quando menino. Seu pai, um forte defensor dos republicanos da Guerra Civil Espanhola, várias vezes recebeu muitos veteranos do conflito em sua casa. O pai de Ernesto conseguiu organizar durante a Segunda Guerra Mundial um pequeno grupo para espionar as atividades nazistas em Córdoba, do qual Ernestito também participou.
Em 1942, iniciou seus estudos secundários na Escola Deán Funes, localizada na esquina das ruas Peru e Independencia, no bairro Nueva Córdoba (na cidade de Córdoba). Córdoba, que na época tinha cerca de 350 mil habitantes, começava a sofrer transformações decisivas devido a um notável processo de industrialização, chegando a ser chamada de "Detroit argentina". Esteve na escola entre 1942 e 1946, em um momento de grandes mudanças e transformações políticas na Argentina. Nesta época, o peronismo emergia com o apoio maciço da classe trabalhadora e, inversamente, uma rejeição massiva das classes média e alta. Os estudantes foram um dos grupos que mais ativamente se mobilizaram contra o peronismo nascente, sob o lema "não à ditadura das alpargatas".
Seus pais e toda a sua família eram abertamente antiperonistas, assim como a grande maioria da classe média e da classe alta argentina. Ernesto, por outro lado, parece nunca ter abraçado posições antiperonistas. Ao contrário da família, atribuía sentimentos favoráveis ao peronismo, recomendava aos empregados domésticos de sua casa e das casas de seus amigos que votassem pelo peronismo, e nutria respeito por Perón, a quem ele apelidou de "el capo".
Por outro lado, rejeitou explicitamente as posições do Partido Comunista da Argentina, pois "criticava duramente seu sectarismo". Se alguma ideologia clara começou a aparecer em Ernesto Guevara, nos últimos anos de sua adolescência, foi sua posição anti-imperialista e, em particular, absolutamente contrária ao imperialismo estadunidense, uma ideologia com raízes profundas na cultura político-social argentina. Nesse sentido, ele escandalizou seus parentes e conhecidos, quando se opôs à declaração de guerra da Argentina contra a Alemanha nazista em 1945, argumentando que ela foi realizada sob pressão dos Estados Unidos e que o país deveria permanecer neutro.
Um evento importante ocorreu em novembro de 1943, quando seu melhor amigo, Alberto Granado e outros estudantes, foram presos pela polícia durante uma manifestação estudantil contra o governo. Ernesto e Tomás Granado iam à prisão visitar Alberto diariamente. Contrariando todas as expectativas, quando se organizou uma grande passeata para exigir a liberdade de Alberto e dos outros presos políticos, Ernesto não apenas se recusou a participar, mas disse que "a marcha era um gesto inútil" e que ele só iria se eles lhe "dessem um revólver".
Apesar de ter sofrido crises de asma aguda que o afligiram durante toda a sua vida, ele se destacou como atleta, praticando natação, futebol, golfe e tiro, ao mesmo tempo em que se tornou um ciclista "incansável". Era um ávido jogador de rúgbi, e jogou como fly-half pelo Club Universitario de Buenos Aires. Seu estilo agressivo em campo lhe valeu o apelido de "Fusor" — uma contração de El Furibundo (furioso) e o sobrenome de sua mãe, de la Serna. Em seguida, ele editou a primeira revista dedicada a este esporte na Argentina, chamada Tackle, na qual também escrevia crônicas sob o pseudônimo "Chang Cho", em alusão ao seu próprio apelido "Chancho".

### Interesses intelectuais e literários
Guevara aprendeu xadrez com seu pai e começou a participar de torneios locais aos 12 anos de idade. Durante a adolescência, ele era apaixonado por poesia, especialmente a de Pablo Neruda, John Keats, Antonio Machado, Federico Garcia Lorca, Gabriela Mistral, César Vallejo e Walt Whitman. Também poderia recitar "If-" de Rudyard Kipling e Martín Fierro de José Hernández com facilidade. Com mais de 3 mil livros em sua casa, Guevara tornou-se um leitor entusiasta e eclético, interessado em Karl Marx, William Faulkner, André Gide, Emilio Salgari e Júlio Verne. Além disso, ele admirava as obras de Jawaharlal Nehru, Franz Kafka, Albert Camus, Vladimir Lenin e Jean-Paul Sartre; bem como Anatole France, Friedrich Engels, H. G. Wells e Robert Frost.
À medida que envelhecia, ele desenvolveu um interesse pelos escritores latino-americanos Horácio Quiroga, Ciro Alegría, Jorge Icaza, Rubén Darío e Miguel Ángel Asturias. Muitas das ideias desses autores ele catalogou em seus próprios cadernos de conceitos, definições e filosofias de intelectuais influentes. Estes incluíram a composição de esboços analíticos de Buda e Aristóteles, juntamente com a análise de Bertrand Russell sobre amor e patriotismo, Jack London sobre a sociedade e Nietzsche sobre a ideia da morte. As ideias de Sigmund Freud o fascinaram quando ele o citou em uma variedade de tópicos, desde sonhos e libido até o narcisismo e o complexo de Édipo. Suas matérias favoritas na escola incluíam filosofia, matemática, engenharia, ciência política, sociologia, história e arqueologia.
Anos mais tarde, um relatório biográfico e de personalidade desclassificado da CIA, datado de 13 de fevereiro de 1958, registrou a ampla gama de interesses acadêmicos e intelecto de Guevara, descrevendo-o como "muito bem lido", acrescentando que "Che é razoavelmente intelectual para um latino".

### Viagens pela América Latina

Guevara (direita) com Alberto Granado (esquerda) em junho de 1952 no rio Amazonas a bordo de sua jangada de madeira "Mambo-Tango", que foi um presente dos leprosos que eles haviam tratado

Em 1948, Guevara entrou na Universidade de Buenos Aires para estudar medicina. Sua "fome de explorar o mundo" levou-o a intercalar suas atividades acadêmicas com duas longas viagens introspectivas que mudaram fundamentalmente a maneira como ele enxergava a si próprio e as condições econômicas contemporâneas da América Latina. A primeira expedição em 1950 foi uma viagem solo de 4,5 mil quilômetros através das províncias rurais do norte da Argentina em uma bicicleta na qual ele instalou um pequeno motor. Em 1951, iniciou uma viagem de motocicleta continental de nove meses e 8 mil quilômetros por parte da América do Sul. Para esta última viagem, ele tirou um ano de folga de seus estudos para embarcar com seu amigo Alberto Granado, com o objetivo final de passar algumas semanas como voluntário no leprosário San Pablo no Peru, às margens do rio Amazonas.
No Chile, viu-se enfurecido com as condições de trabalho dos mineiros na mina de cobre de Chuquicamata, em Anaconda, e passou por um encontro noturno no deserto de Atacama com um casal comunista perseguido que nem sequer possuía um cobertor, descrevendo-os como "as vítimas de carne e osso tremendo da exploração capitalista". Além disso, a caminho de Machu Picchu, no alto dos Andes, ele ficou impressionado com a pobreza esmagadora das áreas rurais remotas, onde os camponeses trabalhavam com pequenos lotes de terra pertencentes a latifundiários ricos. Mais tarde em sua jornada, ficou especialmente impressionado com a camaradagem entre aqueles que viviam em uma colônia de leprosos, afirmando: "As formas mais elevadas de solidariedade e lealdade humana surgem entre pessoas tão solitárias e desesperadas". Ele usou anotações feitas durante esta viagem para escrever um livro, intitulado Diários de Motocicleta, que mais tarde se tornou um best seller do New York Times e foi adaptada para um filme premiado em 2004 de mesmo nome.
Uma viagem de motocicleta pela extensão da América do Sul o despertou para a injustiça do domínio americano no hemisfério e para o colonialismo sofredor trazido aos seus habitantes originais.— George Galloway, político britânico

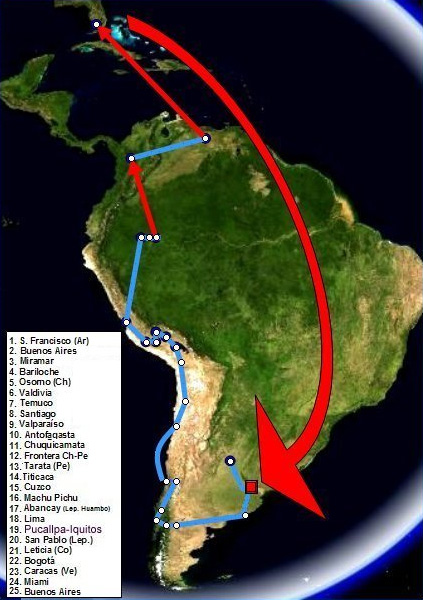
Um mapa da viagem de Guevara em 1952 com Alberto Granado (as setas vermelhas correspondem a viagens aéreas)

Em sua viagem, passou pela Argentina, Chile, Peru, Equador, Colômbia, Venezuela, Panamá e finalmente Miami, onde esteve por 20 dias, antes de voltar para casa em Buenos Aires. Ao final da viagem, ele passou a ver a América Latina não como um conjunto de nações separadas, mas como uma entidade única que requeria uma estratégia de libertação continental. Sua concepção de uma América hispânica sem fronteiras e unida, compartilhando uma herança latina comum, foi um tema que se destacou durante suas atividades revolucionárias posteriores. Ao retornar para a Argentina, ele completou seus estudos e recebeu seu diploma em medicina em junho de 1953, tornando-se oficialmente "Dr. Ernesto Guevara".
Observou mais tarde que, através de suas viagens pela América Latina, pode entrar "em contato próximo com a pobreza, fome e doenças", com a "incapacidade de tratar uma criança por falta de dinheiro" e manifestando "estupefação provocada pela contínua fome e punição" que leva um pai a "aceitar a perda de um filho como um acidente sem importância". Essas experiências convenceram Guevara de que, para "ajudar essas pessoas", ele precisava deixar o reino da medicina e considerar a arena política da luta armada.

## Guatemala, Árbenz e United Fruit
Em 7 de julho de 1953, Guevara partiu novamente, desta vez para uma viagem pela Bolívia, Peru, Equador, Panamá, Costa Rica, Nicarágua, Honduras e El Salvador. Em 10 de dezembro de 1953, antes de partir para a Guatemala, ele enviou uma carta para sua tia Beatriz de San José, Costa Rica. Nela, Guevara falava em atravessar o domínio da United Fruit Company, uma jornada que o convenceu de que o sistema capitalista da companhia era terrível. Esta carta afirmava o tom mais agressivo que ele adotou para assustar seus parentes mais conservadores e terminava com Guevara jurando a uma imagem de Josef Stalin que não iria descansar até que esses "polvos tenham sido vencidos". Mais tarde naquele mês, chegou à Guatemala, onde o presidente Jacobo Árbenz liderou um governo democraticamente eleito que, por meio da reforma agrária e outras iniciativas, tentava acabar com o sistema latifundiário. Para conseguir isso, o Presidente Árbenz promulgou um importante programa de reforma agrária, no qual todas as porções não cultivadas de grandes propriedades de terra seriam desapropriadas e redistribuídas para os camponeses sem terra. A maior proprietária de terra, e uma das mais afetadas pelas reformas, foi a United Fruit Company, da qual o governo Árbenz já havia tomado mais de 225 mil acres de terras não cultivadas. Satisfeito com o rumo que a nação estava tomando, Guevara decidiu estabelecer-se na Guatemala para "aperfeiçoar-se e realizar o que for necessário para se tornar um verdadeiro revolucionário".

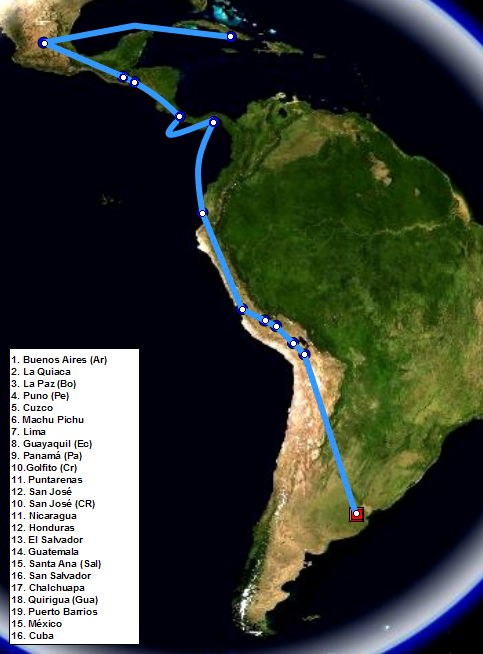
Um mapa das viagens de Che entre 1953 e 1956, incluindo sua jornada a bordo do Granma

Na Cidade da Guatemala, Guevara procurou Hilda Gadea, uma economista peruana membra da Aliança Popular Revolucionária Americana (APRA) e bem relacionada politicamente. Ela o apresentou a vários funcionários de alto escalão do governo de Arbenz. Guevara então estabeleceu contato com um grupo de exilados cubanos ligados a Fidel Castro durante o ataque de 26 de julho de 1953 no Quartel Moncada em Santiago de Cuba. Durante este período, ele adquiriu seu famoso apelido, devido a seu uso frequente da sílaba argentina "che" (um marcador de discurso multiuso, equivalente à sílaba "tchê" em português). Durante sua estadia na Guatemala, foi ajudado por outros exilados da América Central, uma das quais, Helena Leiva de Holst, forneceu-lhe comida e hospedagem, discutiu suas viagens para estudar o marxismo na Rússia e na China, a quem, Guevara dedicou um poema, "Invitación al camino".
Em maio de 1954, um carregamento de armas de infantaria e de artilharia leves foi despachado da Checoslováquia para o governo de Arbenz e chegou a Puerto Barrios. Em resposta, o governo dos Estados Unidos — que desde 1953 foi encarregado pelo presidente Eisenhower de remover Arbenz do poder no multifacetado código de operação da CIA chamado PBSUCCESS — saturou a Guatemala com propaganda anti-Arbenz através de rádio e lançando panfletos, e iniciaram bombardeios usando aviões não identificados. Os Estados Unidos também patrocinaram uma força de várias centenas de refugiados e mercenários guatemaltecos que eram chefiados por Carlos Castillo Armas para ajudar a derrubar o governo de Arbenz. Em 27 de junho, Arbenz decidiu renunciar. Isso permitiu que Armas e suas forças assistidas pela CIA marchassem para a Cidade da Guatemala e estabelecessem uma junta militar, que elegeu Armas como presidente em 7 de julho. Consequentemente, o regime de Armas consolidou o poder ao reunir e executar supostos comunistas, enquanto esmagava os sindicatos anteriormente florescentes e revertia as reformas agrárias anteriores.
O próprio Guevara estava ansioso para lutar em nome de Arbenz e juntou-se a uma milícia armada organizada pela Juventude Comunista para esse propósito, mas frustrado com a inação do grupo, ele logo retornou aos deveres médicos. Após o golpe, novamente se ofereceu para lutar, mas logo depois, Arbenz se refugiou na embaixada mexicana e disse a seus partidários estrangeiros para deixar o país. Os seus repetidos apelos para resistir foram notados pelos partidários do golpe e ele foi marcado para morrer. Depois que Hilda Gadea foi presa, Guevara procurou proteção dentro do consulado argentino, onde permaneceu até receber um salvo-conduto algumas semanas depois e foi para o México.
A derrubada do regime de Arbenz e o estabelecimento da ditadura de direita de Armas cimentaram a visão de Guevara sobre os Estados Unidos como uma potência imperialista que se opunha e tentava destruir qualquer governo que buscasse corrigir a desigualdade socioeconômica endêmica na América Latina e outros países em desenvolvimento. Ao falar sobre o golpe, afirmou:

A última democracia revolucionária latino-americana – a de Jacobo Arbenz – fracassou como resultado da fria agressão premeditada realizada pelos Estados Unidos. Seu líder visível era o secretário de Estado John Foster Dulles, um homem que, por uma rara coincidência, também era acionista e procurador da United Fruit Company.
A convicção de Guevara de que o socialismo alcançado através da luta armada e defendido pelo povo em armas era a única maneira de corrigir tais condições foi, portanto, reforçada. Gadea escreveu mais tarde: "Foi a Guatemala que finalmente o convenceu da necessidade da luta armada e da tomada de iniciativa contra o imperialismo. Quando ele saiu, ele tinha certeza disso."

## Cidade do México e preparação

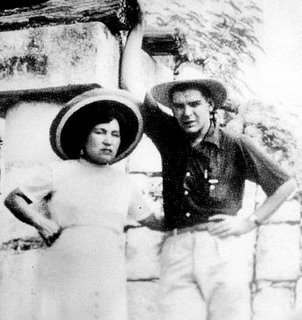
Guevara com Hilda Gadea em Chichén Itzá em sua viagem de lua de mel

Guevara chegou à Cidade do México em 21 de setembro de 1954 e trabalhou na seção de alergia do Hospital Geral e no Hospital Infantil do México. Além disso, deu palestras na Faculdade de Medicina da Universidad Nacional Autónoma de México e trabalhou como fotógrafo de notícias para a Prensa Latina. Sua primeira esposa, Hilda, observou em suas memórias My Life with Che, que por um tempo, Guevara considerou ir trabalhar como médico na África e que ele continuou profundamente perturbado pela pobreza ao seu redor. Em um exemplo, Hilda descreveu a sua obsessão com uma lavadeira idosa que ele estava tratando, observando que ele a via como "representante da classe mais esquecida e explorada". Mais tarde, Hilda encontrou um poema que Che havia dedicado à idosa, contendo "uma promessa de lutar por um mundo melhor, por uma vida melhor para todos os pobres e explorados".
Durante esse tempo, ele renovou sua amizade com Ñico López e os outros exilados cubanos que ele havia conhecido na Guatemala. Em junho de 1955, López apresentou-o a Raúl Castro, que posteriormente o apresentou a seu irmão mais velho, Fidel Castro, o líder revolucionário que havia formado o Movimento 26 de Julho e agora planejava derrubar a ditadura de Fulgencio Batista. Durante uma longa conversa com Fidel na noite de seu primeiro encontro, Guevara concluiu que a causa cubana era aquela pela qual ele estivera procurando e, antes do amanhecer, ele se inscrevera como membro do Movimento 26 de Julho. Apesar de suas "personalidades contrastantes", a partir de então Che e Fidel começaram a fomentar o que o biógrafo Simon Reid-Henry considerou uma "amizade revolucionária que mudaria o mundo", como resultado de seu compromisso coincidente com o anti-imperialismo.
Nesta altura da vida de Guevara, ele considerava que os conglomerados controlados pelos EUA instalaram e apoiaram regimes repressivos em todo o mundo. Nesse sentido, ele considerou Batista um "fantoche estadunidense cujas cordas precisavam ser cortadas". Embora planejasse ser o médico de combate do grupo, participou do treinamento militar com os membros do Movimento. A parte fundamental do treinamento envolveu aprendizado e execução de táticas de guerrilha. Guevara e os outros passaram por árduas jornadas de 15 horas pelas montanhas, pelos rios e pela densa vegetação rasteira, aprendendo e aperfeiçoando os procedimentos de emboscada e retirada. Desde o início, ele era o "aprendiz de ouro" de Alberto Bayo entre os que estavam em treinamento, obtendo o maior resultado em todos os testes realizados. No final do curso, ele foi chamado de "o melhor guerrilheiro de todos" pelo seu instrutor, o general Bayo.
Guevara então se casou com Gadea no México em setembro de 1955, antes de embarcar em seu plano para ajudar na libertação de Cuba.

## Revolução Cubana

### Invasão, guerra e Santa Clara
O primeiro passo no plano revolucionário de Castro foi um assalto a Cuba vindo do México, através do Granma, um antigo cruzador de cabine com vazamentos. Eles partiram para Cuba em 25 de novembro de 1956. Atacados pelos militares de Batista logo após o desembarque, muitos dos 82 homens foram mortos no ataque ou executados após a captura; apenas 22 se encontraram depois. Durante este sangrento confronto inicial, Guevara largou seus suprimentos médicos e pegou uma caixa de munição deixada por um companheiro em fuga, provando ser um momento simbólico em sua vida.

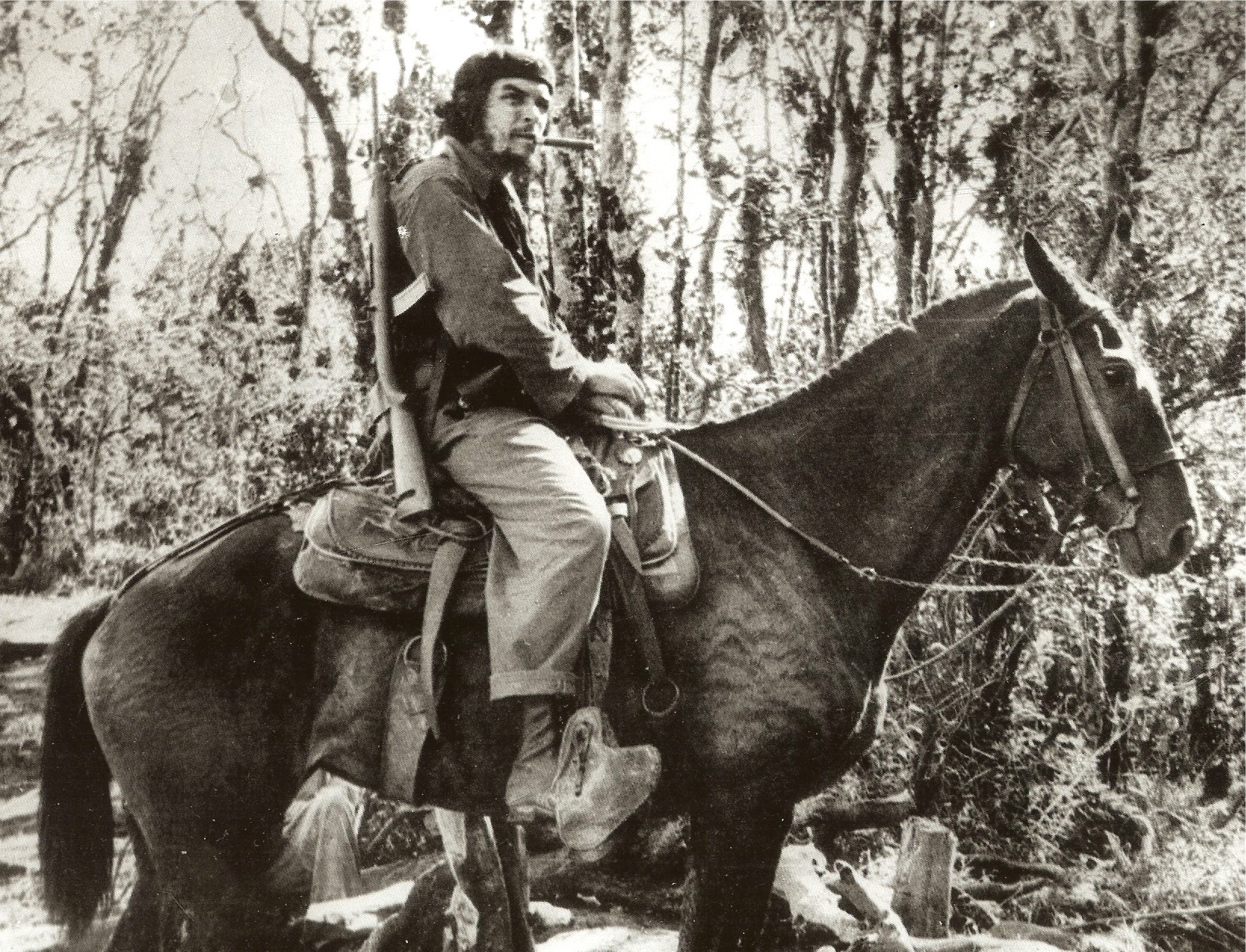
Guevara montado em uma mula na província de Las Villas, Cuba, em novembro de 1958

Apenas um pequeno bando de revolucionários sobreviveu para se agrupar como uma força de combate nas profundezas das montanhas da Sierra Maestra, onde receberam apoio da rede de guerrilha urbana de Frank País, do Movimento 26 de Julho e de camponeses locais. Com o grupo se retirando para a Sierra Maestra, o mundo se perguntou se Castro estaria vivo ou morto até o começo de 1957, quando a entrevista de Herbert Matthews apareceu no The New York Times. O artigo apresentava uma imagem quase mítica e duradoura para Castro e os guerrilheiros. Guevara não estava presente para a entrevista, mas nos meses seguintes ele começou a perceber a importância da mídia em sua luta. Enquanto isso, como os suprimentos e a moral diminuíram, e com uma alergia a picadas de mosquito que resultou em agonizantes cistos do tamanho de nozes em seu corpo, ele considerou estes "os dias mais dolorosos da guerra".
Durante seu tempo vivendo escondido entre os pobres agricultores de subsistência das montanhas de Sierra Maestra, ele descobriu que não havia escolas, eletricidade, acesso mínimo aos cuidados de saúde e que mais de 40% dos adultos eram analfabetos. Com a continuidade da guerra, tornou-se parte integrante do exército rebelde e "convenceu Fidel com competência, diplomacia e paciência". Ele próprio montou fábricas para fazer granadas, construiu fornos para assar pão e organizou escolas para ensinar camponeses analfabetos a ler e escrever. Além disso, estabeleceu clínicas de saúde, oficinas para ensinar táticas militares e um jornal para disseminar informações. O homem que a Time apelidou três anos depois de "o cérebro de Castro" neste momento foi promovido por Fidel ao cargo de Comandante de uma segunda coluna do exército.
Como segundo comandante, ele era um severo disciplinador que às vezes atirava em desertores. Os desertores eram punidos como traidores e Guevara era conhecido por enviar esquadrões para rastrear aqueles que pretendiam ir embora. Como resultado, tornou-se temido por sua brutalidade e crueldade. Durante a campanha de guerrilha, também foi responsável pela execução, às vezes sumária, de vários homens acusados de serem informantes, desertores ou espiões. Em seus diários, Guevara descreveu a execução de Eutímio Guerra, um guia do exército camponês que admitiu a traição quando foi descoberto que aceitou a promessa de dez mil pesos por repetidamente doar a posição dos rebeldes para o ataque da força aérea cubana. Tais informações também permitiram que o exército de Batista queimasse as casas dos camponeses simpatizantes da revolução. Ao pedido de Guerra que acabassem com sua vida rapidamente, Che deu um passo à frente e atirou na sua cabeça, escrevendo: "A situação era desconfortável para o povo e para Eutímio, então terminei o problema dando-lhe um tiro com uma pistola .32 no lado direito do cérebro, com orifício de saída no lobo temporal direito". Suas anotações científicas e descrição prática indicaram a um biógrafo um "notável desapego à violência" até aquele ponto da guerra. Mais tarde, Guevara publicou um relato literário do incidente, intitulado "Morte de um traidor", onde ele o transformou em uma "sombria parábola revolucionária sobre a redenção através do sacrifício", na qual Eutímio, em seu último pedido, pediu para que a revolução "cuide de seus filhos".

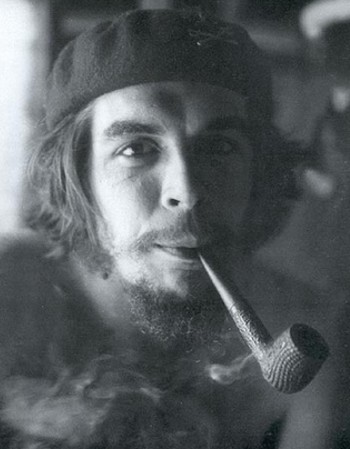
Fumando um cachimbo em sua base guerrilheira nas Montanhas Escambray

Embora mantivesse uma disposição exigente e severa, Guevara também viu seu papel de comandante como o de um professor, entretendo seus homens durante os intervalos entre os compromissos com leituras de nomes como Robert Louis Stevenson, Cervantes e poetas líricos espanhóis. Juntamente com esse papel, e inspirado pelo princípio de "alfabetização sem fronteiras" de José Martí, garantiu ainda que seus combatentes rebeldes dedicassem um tempo diário para ensinar os campesinos sem instrução com quem viviam e lutavam a ler e escrever, no que ele chamou de "batalha contra a ignorância". Tomás Alba, que lutou sob o comando de Guevara, declarou mais tarde que "Che era amado, apesar de ser severo e exigente. Nós teríamos dado a nossa vida por ele".
Fidel Castro o descreveu como inteligente, ousado e um líder exemplar que "tinha grande autoridade moral sobre suas tropas". Castro observou ainda que Guevara assumiu muitos riscos, mesmo tendo uma "tendência à imprudência". O jovem tenente Joel Iglesias relatou essas ações em seu diário, observando que o comportamento de Guevara em combate trouxe admiração até do inimigo. Em uma ocasião Iglesias rememorou a vez que ele tinha sido ferido em batalha, afirmando "Che correu para mim, desafiando as balas, jogou-me por cima do ombro e me tirou de lá. Os guardas não se atreveram a atirar nele… mais tarde me disseram que ele causou uma grande impressão neles quando o viram fugir com sua pistola presa no cinto, ignorando o perigo, eles não ousaram atirar".
Guevara foi fundamental na criação da estação de rádio clandestina Radio Rebelde em fevereiro de 1958, que transmitiu notícias ao povo cubano com declarações do Movimento 26 de Julho, e forneceu comunicação por radiotelefone entre o crescente número de colunas rebeldes em toda a ilha. A inspiração para criar a emissora aparentemente teve relação com a eficácia observada por Guevara no papel desempenhado pela rádio fornecida pela CIA na Guatemala para derrubar o governo de Jacobo Árbenz Guzmán.
Para sufocar a rebelião, tropas do governo cubano começaram a executar prisioneiros rebeldes no local e regularmente cercaram, torturaram e atiraram em civis como uma tática de intimidação. Em março de 1958, as contínuas atrocidades cometidas pelas forças de Batista levaram os Estados Unidos a deixar de vender armas ao governo cubano. Então, no final de julho de 1958, Guevara desempenhou um papel crítico na Batalha de Las Mercedes, usando sua coluna para deter uma força de 1 500 homens convocados pelo general Cantillo de Batista em um plano para cercar e destruir as forças de Castro. Anos mais tarde, o Major Larry Bockman, do Corpo de Fuzileiros Navais dos Estados Unidos, analisou e descreveu a apreciação tática de Che sobre essa batalha como "brilhante". Durante esse período, Guevara também se tornou um "especialista" em liderar as táticas de ataque e fuga contra o exército de Batista, desaparecendo no campo antes que o exército pudesse contra-atacar.

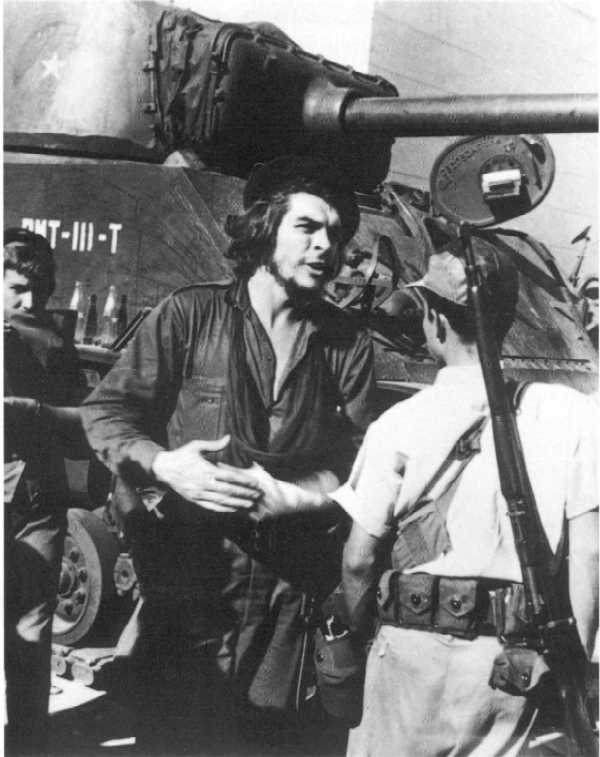
Depois da Batalha de Santa Clara, 1 de janeiro de 1959

Com o prolongamento da guerra, Guevara conduziu uma nova coluna de combatentes para o oeste, para a ofensiva final em direção a Havana. Viajando a pé, embarcou em uma difícil marcha de 7 semanas, viajando apenas à noite para evitar emboscadas e muitas vezes sem comer por vários dias. Nos últimos dias de dezembro de 1958, a sua tarefa era cortar a ilha ao meio, tomando a província de Las Villas. Em questão de dias, ele executou uma série de "vitórias táticas brilhantes" que lhe deram o controle de todas as cidades da província, menos da capital, Santa Clara. Dirigiu seu "esquadrão suicida" na Batalha de Santa Clara, que se tornou a última vitória militar decisiva da revolução. Nas seis semanas que antecederam a batalha, houve ocasiões em que seus homens foram completamente cercados, desarmados e derrotados. A vitória final de Che, apesar de estar em menor número, permanece na visão de alguns observadores como uma "notável demonstração de força na guerra moderna".
A Radio Rebelde transmitiu os primeiros relatos de que a sua coluna havia tomado Santa Clara na véspera de Ano Novo de 1958. Isso contradisse os relatos da mídia nacional fortemente controlada, que em um dado momento relatou sua morte durante os combates. Às 3 da manhã de 1 de janeiro de 1959, ao saber que seus generais estavam negociando uma paz em separado com Guevara, Fulgencio Batista embarcou em um avião em Havana e fugiu para a República Dominicana, juntamente com uma "fortuna acumulada de mais de 300 milhões de dólares por meio de subornos e pagamentos". No dia seguinte, 2 de janeiro, Guevara entrou em Havana para assumir o controle da capital. Fidel Castro demorou mais seis dias para chegar, quando parou para reunir apoio em várias grandes cidades a caminho para entrar vitoriosamente em Havana em 8 de janeiro de 1959. O número total de mortos nos dois anos de combates revolucionários foi de duas mil pessoas.
Em meados de janeiro de 1959, foi morar em uma casa de veraneio em Tarará para se recuperar de um violento ataque de asma. Lá começou o Grupo Tarara, que debateu e formou os novos planos para o desenvolvimento social, político e econômico de Cuba. Além disso, Che começou a escrever seu livro Guerra de Guerrilha enquanto descansava em Tarara. Em fevereiro, o governo revolucionário proclamou Guevara "um cidadão cubano de nascimento" em reconhecimento ao seu papel no triunfo. Quando Hilda Gadea chegou a Cuba no final de janeiro, ele disse a ela que estava envolvido com outra mulher, e os dois concordaram em um divórcio, que foi finalizado em 22 de maio. Em 2 de junho de 1959, se casou com Aleida March, uma integrante do Movimento 26 de Julho, com quem vivia desde o final de 1958. Retornou à vila costeira de Tarara em junho para sua lua de mel com Aleida. No total, teve cinco filhos de seus dois casamentos.

### La Cabaña, reforma agrária e alfabetização

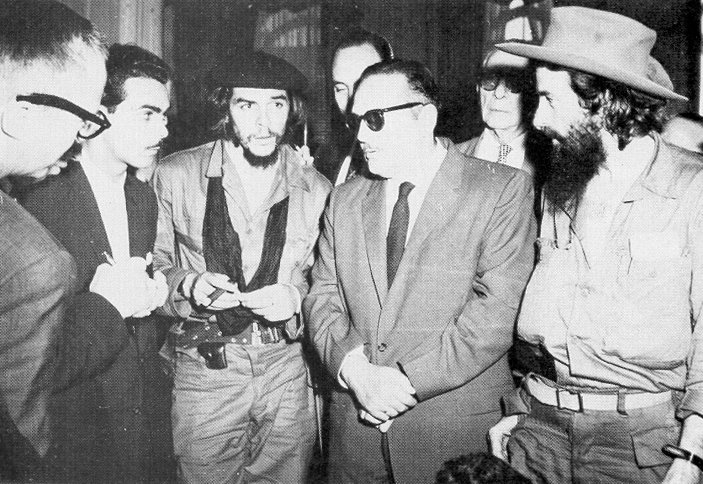
(Direita para esquerda) líder rebelde Camilo Cienfuegos, presidente cubano Manuel Urrutia Lleó e Guevara (janeiro de 1959)

A primeira grande crise política surgiu sobre o que fazer com os funcionários capturados de Batista que perpetraram o pior da repressão. Durante a rebelião contra a ditadura de Batista, o comando geral do exército rebelde, liderado por Fidel Castro, introduziu nos territórios sob seu controle a lei penal do século XIX, comumente conhecida como Ley de la Sierra (Lei da Serra). Essa lei incluía a pena de morte para crimes graves, perpetrados pelo regime de Batista ou por partidários da revolução. Em 1959, o governo revolucionário estendeu sua aplicação para toda a república e àqueles que considerava criminosos de guerra, capturados e julgados após a revolução. De acordo com o Ministério da Justiça cubano, esta medida foi apoiada pela maioria da população e seguiu o mesmo procedimento dos julgamentos de Nuremberg realizados pelos Aliados após a Segunda Guerra Mundial.

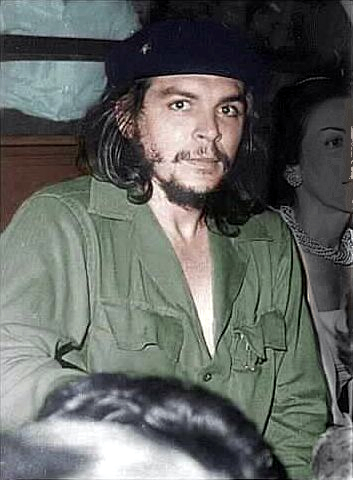
Guevara com seu uniforme militar verde-oliva e boina, sua marca registrada

Para implementar uma parte desse plano, Castro nomeou Guevara como comandante da prisão La Cabaña, para um mandato de cinco meses (de 2 de janeiro a 12 de junho de 1959). Fora encarregado pelo novo governo de expurgar o exército de Batista e consolidar a vitória exigindo "justiça revolucionária" contra aqueles considerados traidores, chivatos (informantes) ou criminosos de guerra. Como comandante de La Cabaña, Guevara analisou os apelos dos condenados durante o processo do tribunal revolucionário. Os tribunais eram conduzidos por dois ou três oficiais do exército, um assessor e um cidadão local respeitado. Em algumas ocasiões, a pena proferida pelo tribunal foi a morte no pelotão de fuzilamento. Raúl Gómez Treto, assessor jurídico sênior do Ministério da Justiça cubano, argumentou que a pena de morte era justificada para impedir que os próprios cidadãos fizessem justiça com suas próprias mãos, como aconteceu vinte anos antes na rebelião anti-Machado. Os biógrafos notam que em janeiro de 1959 o público cubano estava em um "clima de linchamento", e apontam para uma pesquisa na época mostrando 93% de aprovação pública para o processo do tribunal. Além disso, em 22 de janeiro de 1959, a Universal Newsreel transmitiu nos Estados Unidos e narrou por Ed Herlihy que Fidel Castro perguntou a cerca de um milhão de cubanos se eles aprovaram as execuções, e se deparou com um rugido "Si!" (sim). Estima-se que cerca de 20 mil cubanos foram mortos pelas mãos dos colaboradores de Batista e muitos dos acusados como criminosos de guerra foram condenados à morte acusados de tortura e atrocidades físicas. O governo recém-empossado realizou execuções, que o biógrafo Jorge Castañeda descreve como "sem respeito pelo devido processo legal", pontuadas por gritos das multidões de "¡al paredón!" (para o muro!).

Ainda não encontrei uma única fonte credível apontando para qualquer caso em que Che tenha executado "um inocente". As pessoas executadas por ele ou sob suas ordens foram condenadas pelos crimes usuais puníveis com a morte em tempos de guerra ou em suas consequências: deserção, traição ou crimes como estupro, tortura ou assassinato. Devo acrescentar que minha pesquisa durou cinco anos e incluiu cubanos anti-castristas entre a comunidade exilada cubano-americana em Miami e em outros lugares.— Jon Lee Anderson, autor de Che Guevara: A Revolutionary Life
Embora as contas variem, estima-se que várias centenas de pessoas tenham sido executadas em todo o país durante esse período, com o total de mortes jurisdicionais por Guevara em La Cabaña variando de 55 a 105. Diferentes pontos de vista existem de sua atitude em relação às execuções em La Cabaña. Alguns biógrafos oposicionistas exilados relatam que ele saboreou os rituais do pelotão de fuzilamento e os organizou com gosto, enquanto outros relatam que o revolucionário perdoou tantos prisioneiros quanto pôde. Todos os lados reconhecem que Guevara havia se tornado um homem "endurecido" que não tinha escrúpulos sobre a pena de morte ou sobre julgamentos sumários e coletivos. Se a única maneira de "defender a revolução era executar seus inimigos, ele não seria influenciado por argumentos humanitários ou políticos". Em carta a Luis Paredes López de 5 de fevereiro de 1959, Guevara afirma inequivocamente: "As execuções por pelotões de fuzilamento não são apenas uma necessidade para o povo de Cuba, mas também uma imposição do povo".
Juntamente com a garantia da "justiça revolucionária", a sua outra plataforma inicial era estabelecer a reforma agrária. Quase imediatamente após o sucesso da revolução, em 27 de janeiro de 1959, Guevara fez um dos seus discursos mais significativos, onde ele falou sobre "as ideias sociais do exército rebelde". Durante este discurso, ele declarou que a principal preocupação do novo governo cubano era "a justiça social que a redistribuição de terras traz". Poucos meses depois, em 17 de maio de 1959, entrou em vigor a Lei de Reforma Agrária, criada por Guevara, que limitou o tamanho de todas as fazendas a mil acres. Qualquer extrapolação desses limites foi expropriada pelo governo e redistribuída para os camponeses em parcelas de 270 mil m2 ou mantidos como comunas estatais. A lei também estipulava que os estrangeiros não poderiam possuir plantações de açúcar cubanas.

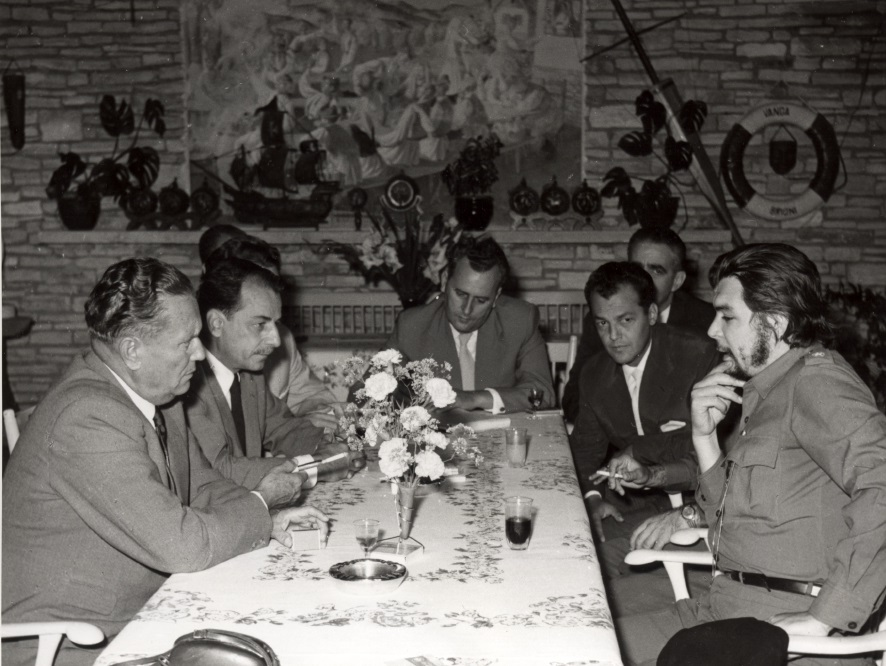
Guevara conversando com Tito durante sua visita a Iugoslávia

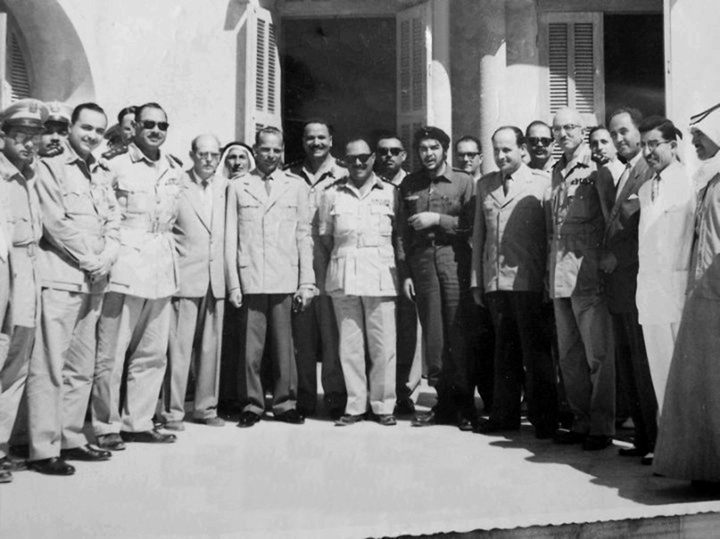
Guevara na Faixa de Gaza em 1959

Em 12 de junho de 1959, Castro o enviou para uma excursão de três meses em 14 países da Conferência de Bandung (Marrocos, Sudão, Egito, Síria, Paquistão, Índia, Sri Lanka, Birmânia, Tailândia, Indonésia, Japão, Iugoslávia e Grécia) e para as cidades de Singapura e Hong Kong. Mandar Guevara embora de Havana permitiu que Castro parecesse distanciar-se dele e de suas simpatias marxistas, o que perturbou tanto os Estados Unidos quanto alguns dos membros do Movimento 26 de Julho. Em Jacarta, Guevara visitou o presidente indonésio Sukarno para discutir a recente Revolução Nacional da Indonésia e estabelecer relações comerciais entre os dois países. Os dois homens estabeleceram ligações rapidamente, quando Sukarno foi atraído pela energia do revolucionário argentino e pela sua abordagem informal descontraída; além disso, compartilhavam aspirações esquerdistas revolucionárias contra o imperialismo ocidental. Em seguida, passou 12 dias no Japão (15 a 27 de julho), participando de negociações destinadas a ampliar as relações comerciais de Cuba com aquele país. Durante a visita, ele se recusou a visitar e colocar uma coroa de flores no túmulo do soldado desconhecido, comemorando os soldados perdidos durante a Segunda Guerra Mundial, observando que os "imperialistas" japoneses haviam "matado milhões de asiáticos". Em vez disso, declarou que visitaria Hiroshima, onde os militares estadunidenses detonaram uma bomba atômica 14 anos antes. Apesar de suas críticas ao Japão Imperial, considerou o presidente Truman um "palhaço macabro" pelos atentados, e depois de visitar Hiroshima e seu Museu Memorial da Paz enviou um cartão postal a Cuba afirmando: "Para lutar melhor pela paz, é preciso olhar para Hiroshima".
Após o seu retorno a Cuba em setembro de 1959, ficou evidente que Castro agora tinha mais poder político. O governo havia começado as apreensões de terras de acordo com a lei de reforma agrária, mas estava protegendo as ofertas de compensação aos proprietários de terras, oferecendo, ao contrário, "títulos" de juros baixos, um passo que colocou os Estados Unidos em alerta. Neste ponto, os pecuaristas ricos e afetados de Camagüey montaram uma campanha contra as redistribuições de terras e recrutaram o insatisfeito líder rebelde Huber Matos, que junto com a ala anticomunista do Movimento 26 de Julho, uniu-se a eles denunciando a "invasão comunista". Durante esse tempo, o ditador dominicano Rafael Trujillo estava oferecendo assistência à Legião Anticomunista do Caribe que estava treinando na República Dominicana. Essa força multinacional, composta principalmente de espanhóis e cubanos, mas também de croatas, alemães, gregos e mercenários de direita, planejava derrubar o novo regime de Castro.

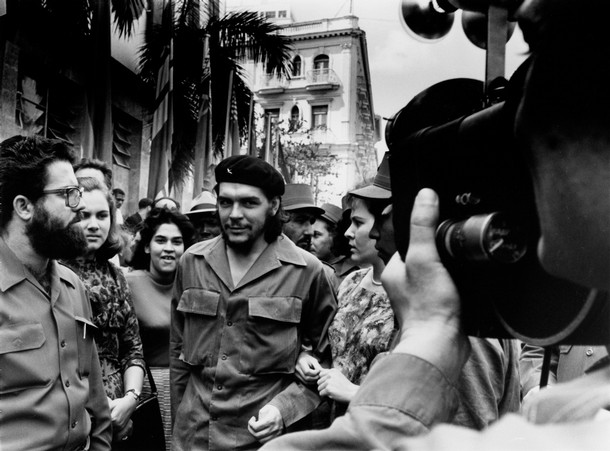
Guevara em 1960, andando pelas ruas de Havana com sua esposa Aleida March (direita)

Essas ameaças aumentaram quando, em 4 de março de 1960, duas grandes explosões atingiram o cargueiro francês La Coubre, que carregava munições belgas do porto de Antuérpia, e foi atracado no porto de Havana. As explosões mataram pelo menos 76 pessoas e feriram várias centenas, com Guevara pessoalmente prestando primeiros socorros a algumas das vítimas. Fidel Castro imediatamente acusou a CIA de "um ato de terrorismo" e realizou um funeral de estado no dia seguinte para as vítimas da explosão. No velório, Alberto Korda tirou a famosa fotografia de Guevara, agora conhecida como Guerrillero Heroico.
As ameaças percebidas levaram Castro a eliminar mais "contra-revolucionários" e a utilizar Guevara para aumentar drasticamente a velocidade da reforma agrária. Para implementar este plano, uma nova agência governamental, o Instituto Nacional de Reforma Agrária (INRA), foi criado pelo governo cubano para administrar a nova lei da reforma agrária. O INRA rapidamente se tornou o corpo governante mais importante do país, com Guevara atuando como chefe na qualidade de ministro das indústrias. Sob o seu comando, o INRA estabeleceu sua própria milícia de 100 mil pessoas, usada em primeiro lugar para ajudar o governo a assumir o controle da terra expropriada e supervisionar sua distribuição, e depois estabelecer fazendas cooperativas. A terra confiscada incluía 480 mil acres de propriedade de corporações dos Estados Unidos. Meses depois, em retaliação, o presidente dos Estados Unidos, Dwight D. Eisenhower, reduziu drasticamente as importações estadunidenses de açúcar cubano, que levou Che em 10 de julho de 1960 a discursar para mais de 100 mil trabalhadores em frente ao Palácio Presidencial em uma manifestação para denunciar a "agressão econômica" dos Estados Unidos. Os repórteres da revista Time, que se encontraram com o revolucionário por volta dessa época, o descreveram como alguém que "guiava Cuba" com cálculos gelados, vasta competência, alta inteligência e um senso de humor perceptivo."

Guevara era como um pai para mim ... ele me educou. Ele me ensinou a pensar. Ele me ensinou a coisa mais linda que é ser um humano.— Urbano (também conhecido como Leonardo Tamayo),
lutou com Guevara em Cuba e na Bolívia
Junto com a reforma agrária, Guevara enfatizou a necessidade de melhoria nacional na alfabetização. Antes de 1959, a taxa oficial de alfabetização de Cuba estava entre 60 e 76%, com acesso educacional nas áreas rurais e falta de instrutores os principais fatores determinantes. Como resultado, o governo cubano, a seu pedido, apelidou 1961 de "ano da educação" e mobilizou mais de 100 mil voluntários para "brigadas de alfabetização", que foram enviadas para o campo para construir escolas, formar novos educadores e ensinar os predominantemente analfabetos guajiros (camponeses) a ler e escrever. Ao contrário de muitas das iniciativas econômicas posteriores de Che, essa campanha foi "um sucesso notável". Com a conclusão da Campanha de Alfabetização de Cuba, 707 212 adultos foram ensinados a ler e escrever, elevando a taxa nacional de alfabetização para 96%.
Acompanhando a alfabetização, ele também se preocupou em estabelecer o acesso universal ao ensino superior. Para conseguir isso, o novo regime introduziu ações afirmativas às universidades. Ao anunciar este novo compromisso, Guevara disse ao corpo docente e aos estudantes da Universidade de Las Villas que os dias em que a educação era "um privilégio da classe média branca" haviam terminado. "A universidade", disse ele, "deve se pintar de preto, mulato, trabalhador e camponês". Se isso não acontecesse, ele avisou, as pessoas iriam derrubar suas portas "e pintar a Universidade as cores que eles gostam".

### Influência ideológica marxista
O mérito de Marx é que ele de repente produz uma mudança qualitativa na história do pensamento social. Interpreta a história, compreende sua dinâmica, prevê o futuro, mas além de predizer isso (o que satisfaria sua obrigação científica), ele expressa um conceito revolucionário: o mundo não deve apenas ser interpretado, deve ser transformado. O homem deixa de ser escravo e instrumento de seu ambiente e se converte no arquiteto de seu próprio destino.— Che Guevara, Notas para o Estudo da Ideologia do Cubano, outubro de 1960
Em setembro de 1960, quando Guevara foi questionado sobre a ideologia cubana no Primeiro Congresso Latino-Americano, ele respondeu: "Se me perguntassem se nossa revolução é comunista, eu a definiria como marxista. Nossa revolução descobriu por seus métodos os caminhos que Marx apontou". Consequentemente, ao promulgar e defender a política cubana, ele citou o filósofo político Karl Marx como sua inspiração ideológica. Ao defender sua posição política, comentou com confiança: "Há verdades tão evidentes, tão importantes no conhecimento das pessoas, que agora é inútil discuti-las. Deve-se ser marxista com a mesma naturalidade com que se é "newtoniano" na física, ou "pasteuriano" na biologia". Segundo ele, os "revolucionários práticos" da Revolução Cubana tinham como meta "simplesmente cumprir as leis previstas por Marx, o cientista". Usando as previsões de Marx e o sistema de materialismo dialético, comentou que "As leis do marxismo estão presentes nos eventos da Revolução Cubana, independentemente do que seus líderes professam ou conheçam sobre essas leis do ponto de vista teórico".

### Visão econômica e o "homem novo"
O homem realmente alcança sua condição humana plena quando produz sem ser compelido pela necessidade física de se vender como mercadoria.— Che Guevara, Homem e Socialismo em Cuba
Nesta fase, Guevara adquiriu a posição adicional de ministro da Fazenda, bem como de presidente do Banco Nacional. Essas nomeações, combinadas com sua posição atual como Ministro das Indústrias, o colocaram no auge de seu poder, como o "czar virtual" da economia cubana. Como consequência de sua posição à frente do banco central, tornou-se seu dever assinar a moeda cubana. Em vez de usar seu nome completo, ele assinava nas contas simplesmente "Che". Foi através desse ato simbólico, que horrorizou muitos no setor financeiro cubano, que o revolucionário sinalizou seu desgosto pelo dinheiro e as distinções de classe que ele provocou. Seu amigo de longa data, Ricardo Rojo, comentou mais tarde que "no dia em que assinou Che nas contas, literalmente derrubou os adereços da crença generalizada de que o dinheiro era sagrado".

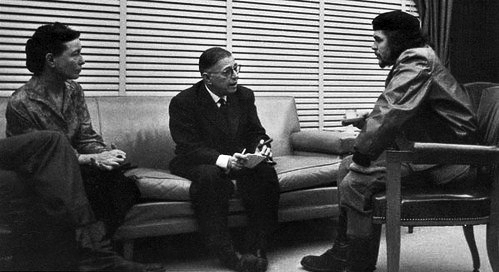
Encontro de Guevara com os filósofos existencialistas franceses Jean-Paul Sartre e Simone de Beauvoir em seu escritório em Havana, em março de 1960. Mais tarde, Sartre escreveu que Che era "o ser humano mais completo do nosso tempo". Além do espanhol, ele era fluente em francês

Em um esforço para eliminar as desigualdades sociais, Guevara e a nova liderança de Cuba passaram a transformar rapidamente a base política e econômica do país através da nacionalização de fábricas, bancos e empresas, ao mesmo tempo em que tentavam garantir habitação, saúde e empregos acessíveis para todos os cubanos. No entanto, para que uma verdadeira transformação da consciência se estabelecesse, acreditava-se que tais mudanças estruturais deviam ser acompanhadas por uma transformação nas relações e valores sociais das pessoas. Acreditando que as atitudes em Cuba em relação à raça, mulheres, individualismo e trabalho manual eram o produto do passado antiquado da ilha, todos os indivíduos eram exortados a se ver como iguais e assumir os valores do que ele denominou "el Hombre Nuevo" (o Novo Homem). Esperava que o seu "homem novo" fosse finalmente "altruísta e cooperativo, obediente e trabalhador, cego ao gênero, incorruptível, não materialista e anti-imperialista". Para isso, enfatizou os princípios do marxismo-leninismo e queria usar o Estado para enfatizar qualidades como o igualitarismo e o auto-sacrifício, ao mesmo tempo em que "unidade, igualdade e liberdade" se tornaram as novas máximas. A primeira meta econômica desejada para o homem novo, que coincidiu com sua aversão à concentração da riqueza e à desigualdade econômica, foi ver uma eliminação a nível nacional dos incentivos materiais em favor dos morais. Ele via o capitalismo negativamente como uma "disputa entre lobos" onde "só se pode ganhar à custa dos outros" e assim desejava ver a criação de um "novo homem e mulher". Ele enfatizou continuamente que uma economia socialista em si não "vale o esforço, o sacrifício e os riscos da guerra e da destruição" se acaba por encorajar "a ganância e a ambição individual em detrimento do espírito coletivo". Um de seus objetivos primários tornou-se assim a reforma da "consciência individual" e valores para produzir melhores trabalhadores e cidadãos. Em sua opinião, o "homem novo" de Cuba seria capaz de superar o "egotismo" e o "egoísmo" que ele detestava e discernia serem características únicas dos indivíduos nas sociedades capitalistas. Para promover esse conceito de "homem novo", o governo também criou uma série de instituições e mecanismos em todos os níveis da sociedade, incluindo organizações como grupos de trabalhadores, ligas de jovens, grupos de mulheres, centros comunitários e casas de cultura para promover arte, música e literatura patrocinada pelo Estado. Do mesmo modo, todas as instalações educacionais, de mídia de massa e comunidades de base artística foram nacionalizadas e utilizadas para incutir a ideologia socialista oficial do governo. Ao descrever esse novo método de "desenvolvimento", Guevara afirmou:

Existe uma grande diferença entre o desenvolvimento livre de empresas e o desenvolvimento revolucionário. Em um deles, a riqueza está concentrada nas mãos de poucos afortunados, os amigos do governo, os maiores malandros. No outro, a riqueza é o patrimônio do povo.
Outra parte integrante da promoção de um sentido de "unidade entre o indivíduo e a massa", acreditava ele, era o trabalho voluntário e a vontade. Para mostrar isso, "liderou pelo exemplo", trabalhando "incessantemente no ministério, na construção e até cortando cana-de-açúcar" em seu dia de folga. Ele ficou conhecido por trabalhar 36 horas seguidas, convocar reuniões depois da meia-noite e comer apressadamente. Tal comportamento era emblemático do novo programa de incentivos morais do revolucionário, em que cada trabalhador era agora obrigado a cumprir uma cota e produzir certa quantidade de bens. Como um substituto para os aumentos salariais abolidos por ele, os trabalhadores que excedessem sua cota agora só receberiam um certificado de elogio, enquanto os trabalhadores que não conseguissem cumprir suas cotas receberiam um corte salarial. Ele defendeu sem piedade sua filosofia pessoal em relação à motivação e ao trabalho, afirmando:

Não se trata de quantos quilos de carne se pode comer, quantas vezes ao ano alguém pode ir à praia ou quantos enfeites do exterior podem ser comprados com seu salário atual. O que realmente importa é que o indivíduo se sinta mais completo, com muito mais riqueza interna e muito mais responsabilidade.

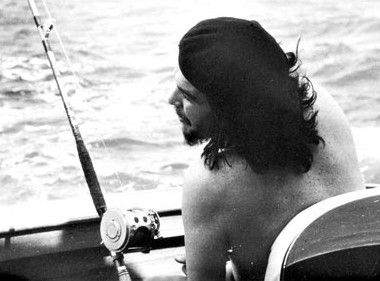
Guevara pescando ao largo da costa de Havana, em 15 de maio de 1960. Juntamente com Castro, ele concorreu com o autor expatriado Ernest Hemingway no que ficou conhecido como o "Hemingway Fishing Contest"

Diante de uma perda de conexões comerciais com os países ocidentais, Guevara tentou substituí-los por relações comerciais mais estreitas com os Estados do Bloco do Leste, visitando vários estados marxistas e assinando acordos comerciais com eles. No final de 1960, ele visitou a Checoslováquia, a União Soviética, a Coreia do Norte, a Hungria e a Alemanha Oriental e assinou, por exemplo, um acordo comercial em Berlim Oriental em 17 de dezembro de 1960.
Quaisquer que sejam os seus méritos ou deméritos dos princípios econômicos de Guevara, seus programas foram mal sucedidos, e acompanharam uma rápida queda na produtividade e um rápido aumento do absenteísmo. Em uma reunião com o economista francês Rene Dumont, Guevara culpou a inadequação da Lei de Reforma Agrária promulgada pelo governo cubano em 1959, que transformou grandes plantações em cooperativas agrícolas ou dividiu terras entre camponeses. Na sua opinião, esta situação continuou a promover um "senso elevado de propriedade individual", no qual os trabalhadores não podiam ver os benefícios sociais positivos de seu trabalho, levando-os a buscar o ganho material individual como antes. Décadas mais tarde, o seu ex-vice, Ernesto Betancourt, o diretor da Radio Martí, um antigo aliado que virou espião de Castro, o acusou Guevara de ser "ignorante dos princípios econômicos mais elementares". Em referência aos fracassos coletivos de sua visão, o repórter IF Stone, que o entrevistou duas vezes durante esse período, observou que ele era "Galahad, não Robespierre", enquanto opinava que "em certo sentido ele era como um santo no deserto. Só aí poderia a pureza da fé ser salvaguardada do revisionismo não regenerado da natureza humana".

### Baía dos Porcos e crise dos mísseis
Em 17 de abril de 1961, 1,4 mil exilados cubanos treinados nos EUA invadiram Cuba durante a invasão da Baía dos Porcos. Guevara não desempenhou um papel fundamental nos combates, pois um dia antes da invasão, um navio de guerra que levava fuzileiros navais simulou uma invasão na costa oeste de Pinar del Río e atraiu forças comandadas por ele para aquela região. No entanto, os historiadores dão a ele uma parcela de crédito pela vitória, já que ele era diretor de instrução das forças armadas de Cuba na época. O autor Tad Szulc, em sua explicação da vitória cubana, atribui crédito parcial a Guevara, afirmando: "Os revolucionários venceram porque Che Guevara, como chefe do Departamento de Instrução das Forças Armadas Revolucionárias encarregado do programa de treinamento das milícias, havia feito tão bem na preparação de 200 mil homens e mulheres para a guerra". Foi também durante esse acontecimento que ele foi baleado na bochecha quando sua pistola caiu do coldre e foi descarregada acidentalmente.

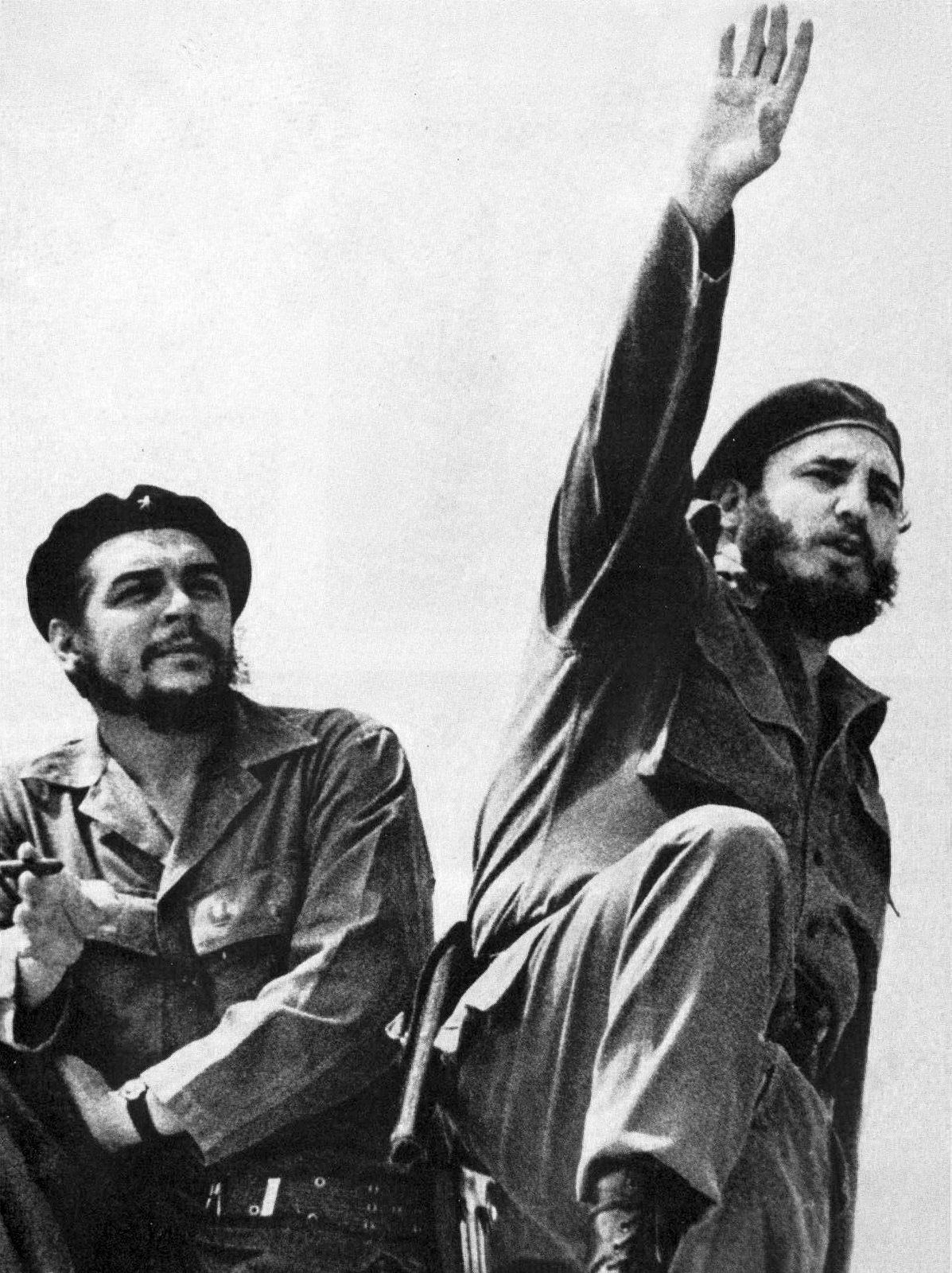
Guevara (esquerda) e Fidel Castro, fotografados por Alberto Korda em 1961

Em agosto de 1961, durante uma conferência econômica da Organização dos Estados Americanos em Punta del Este, no Uruguai, Che Guevara enviou uma nota de "gratidão" ao presidente dos Estados Unidos, John F. Kennedy, por Richard N. Goodwin, Subsecretário de Estado Adjunto para Assuntos Interamericanos. Dizia "Obrigado por Playa Girón (Baía dos Porcos). Antes da invasão, a revolução estava instável. Agora está mais forte do que nunca". Em resposta ao secretário do Tesouro dos Estados Unidos, C. Douglas Dillon, apresentando a Aliança para o Progresso para ratificação do encontro, Guevara atacou antagonisticamente a alegação dos EUA de ser uma "democracia", afirmando que tal sistema não era compatível com "oligarquia financeira, discriminação contra os negros e ultrajes pela Ku Klux Klan". Continuou, falando contra a "perseguição" que, em sua opinião, "afastou cientistas de Oppenheimer de seus postos, privou o mundo durante anos da maravilhosa voz de Paul Robeson e mandou os Rosenbergs para a morte contra os protestos de um mundo chocado". Guevara terminou suas observações insinuando que os Estados Unidos não estavam interessados em reformas reais, ironizando que "especialistas estadunidenses nunca falam em reforma agrária; preferem um assunto seguro, como um melhor abastecimento de água. Em resumo, eles parecem preparar a revolução dos banheiros". No entanto, Goodwin declarou em seu memorando ao presidente Kennedy após a reunião que o revolucionário o via como alguém da "nova geração" e alegou que enviou uma mensagem a ele no dia seguinte à uma das reuniões. Os participantes argentinos que ele descreveu como "Darretta" também viram a conversa que os dois tinham como "bastante proveitosa".
Guevara, que era praticamente o arquiteto da relação soviético-cubana, então desempenhou um papel fundamental em trazer para Cuba os mísseis balísticos soviéticos que precipitaram a crise dos mísseis cubanos em outubro de 1962 e levaram o mundo à beira da guerra nuclear. Algumas semanas após a crise, durante uma entrevista com o jornal britânico The Daily Worker, ele ainda se irritava com a suposta traição soviética e disse ao correspondente Sam Russell que, se os mísseis estivessem sob o controle cubano, eles os teriam lançado. Ao explicar o incidente mais tarde, reiterou que a causa da libertação socialista contra a "agressão imperialista global" valeria a possibilidade de "milhões de vítimas da guerra atômica". A crise dos mísseis o convenceu ainda mais de que as duas superpotências do mundo (os Estados Unidos e a União Soviética) usaram Cuba como um peão em suas próprias estratégias globais. Posteriormente, ele denunciou os soviéticos com a mesma frequência que denunciava os estadunidenses.

## Diplomacia internacional

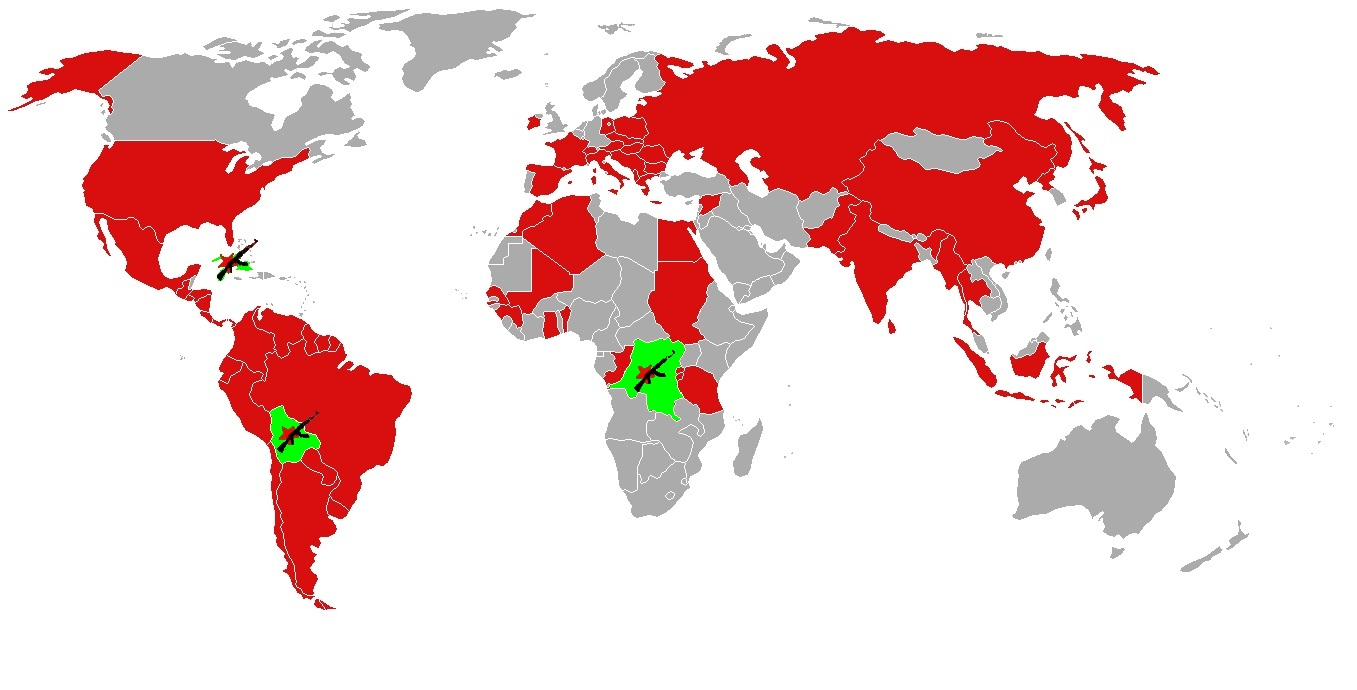
Países que Che Guevara visitou (vermelho) e aqueles em que ele participou da revolução armada (verde)

Em dezembro de 1964, Che Guevara ascendeu como um "estadista revolucionário de estatura mundial" e, assim, viajou para a cidade de Nova Iorque como chefe da delegação cubana para falar nas Nações Unidas. Em 11 de dezembro de 1964, em um discurso de uma hora na ONU, criticou a incapacidade das Nações Unidas de enfrentar a "política brutal do apartheid" na África do Sul, perguntando: "As Nações Unidas não podem fazer nada para impedir isso?". Também denunciou a política discriminatória dos Estados Unidos em relação à população negra, afirmando:

Aqueles que matam seus próprios filhos e os discriminam diariamente por causa da cor de sua pele; aqueles que deixam os assassinos de negros permanecerem livres, protegendo-os, e, além disso, punindo os negros porque exigem seus direitos legítimos como homens livres — como podem aqueles que fazem isso se considerarem guardiões da liberdade?
Indignado, terminou seu discurso recitando a Segunda Declaração de Havana, decretando a América Latina como "uma família de 200 milhões de irmãos que sofrem as mesmas misérias". Esse "épico", declarou, seria escrito pelas "massas indígenas famintas, camponeses sem terra, trabalhadores explorados e massas progressistas". Para ele, o conflito era uma luta de massas e ideias, que seria levada a cabo por aqueles "maltratados e desprezados pelo imperialismo" que antes eram considerados "um rebanho fraco e submisso". Com este "rebanho", afirmou, "o capitalismo monopolista ianque" agora via seus "coveiros". Seria durante esta "hora de vindicação", declarou, que a "massa anônima" começaria a escrever sua própria história "com seu próprio sangue" e reivindicaria aqueles "direitos que foram ridicularizados por todos durante 500 anos". Guevara encerrou seus comentários à Assembleia Geral, levantando a hipótese de que essa "onda de ira" "varreria as terras da América Latina" e que as massas operárias que "giravam a roda da história" estavam agora, pela primeira vez, "despertando do longo e brutalizador sono ao qual haviam sido submetidos".
Soube depois que houve duas tentativas fracassadas de atentar contra sua vida perpetradas por exilados cubanos durante sua parada no complexo da ONU. O primeiro por Molly Gonzales, que tentou romper barricadas após sua chegada com uma faca de caça de sete polegadas, e mais tarde durante seu discurso, por Guillermo Novo, que disparou uma bazuca iniciada por temporizador de um barco no Rio East na sede da Organização das Nações Unidas, mas errou e estava fora do alvo. Posteriormente, Guevara comentou sobre ambos os incidentes, afirmando que "é melhor ser morto por uma mulher com uma faca do que por um homem com uma arma", acrescentando com uma onda lânguida de seu charuto que a explosão "deu a coisa toda mais sabor".

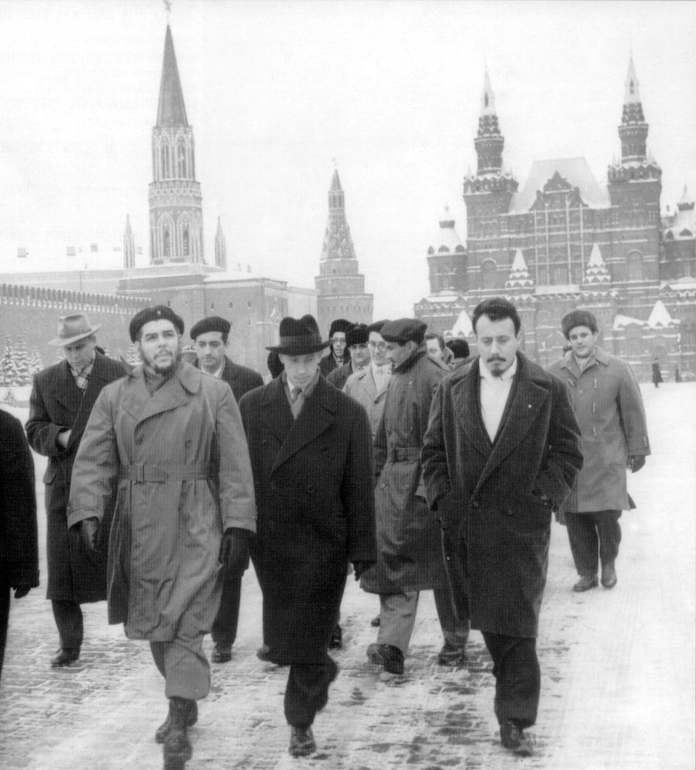
Andando pela Praça Vermelha em Moscou, novembro de 1964

Enquanto em Nova Iorque, Guevara apareceu no programa de notícias Face the Nation, da CBS, e se encontrou com uma grande variedade de pessoas, do senador Eugene McCarthy a Malcolm X. Guevara expressou sua admiração pelo último, declarando-o "um dos homens mais revolucionários neste país neste momento" em uma mensagem enviada para Malcolm X e lida para uma multidão no Audubon Ballroom.
Em 17 de dezembro, deixou Nova Iorque e foi para Paris, França, e de lá embarcou para uma série de viagens de três meses que incluíram visitas à República Popular da China, Coreia do Norte, República Árabe Unida, Argélia, Gana, Guiné, Mali, Daomé, Congo-Brazzaville e Tanzânia, com paradas na Irlanda e em Praga. Na Irlanda, abraçou sua própria herança irlandesa, celebrando o dia de São Patrício na cidade de Limerick. Escreveu a seu pai nesta visita, dizendo com humor: "Eu estou nesta Irlanda verde de seus ancestrais. Quando eles descobriram, a televisão veio me perguntar sobre a genealogia Lynch, mas no caso de serem ladrões de cavalo ou algo assim, eu não falei muito".
Durante esta viagem, ele escreveu uma carta para Carlos Quijano, editor de um semanário uruguaio, que depois foi renomeado como O Socialismo e o Homem em Cuba. O tratado de Guevara conclamava para a criação de uma nova consciência, um novo status de trabalho e um novo papel do indivíduo. Também expôs o raciocínio por trás de seus sentimentos anticapitalistas, afirmando:

As leis do capitalismo, cegas e invisíveis à maioria, atuam sobre o indivíduo sem que ele pense nele. Ele vê apenas a vastidão de um horizonte aparentemente infinito diante dele. É assim que é pintada pelos propagandistas capitalistas, que pretendem extrair uma lição do exemplo de Rockefeller — seja ela verdadeira ou não — sobre as possibilidades de sucesso. A quantidade de pobreza e sofrimento necessária para o surgimento de um Rockefeller, e a quantidade de depravação que a acumulação de uma fortuna de tal magnitude implica, são deixados fora de cena, e nem sempre é possível fazer as pessoas em geral verem isso.
Guevara terminou o ensaio declarando que "o verdadeiro revolucionário é guiado por um grande sentimento de amor" e acenando para que todos os revolucionários "lutem todos os dias para que esse amor da humanidade viva seja transformado em atos que sirvam de exemplo" tornando-se assim "uma força em movimento". A gênese das afirmações de Guevara se apoiava no fato de que ele acreditava que o exemplo da Revolução Cubana era "algo espiritual que transcenderia todas as fronteiras".

### Argel, os soviéticos e China
Em Argel, Argélia, em 24 de fevereiro de 1965, Guevara fez a sua última aparição pública no cenário internacional, quando proferiu um discurso em um seminário econômico sobre a solidariedade afro-asiática. Ele especificou o dever moral dos países socialistas, acusando-os de cumplicidade tácita com os países ocidentais exploradores. Passou a delinear uma série de medidas que disse que os países do bloco comunista deveriam implementar a fim de realizar a derrota do imperialismo.
Como revelado em seu último discurso público em Argel, ele passou a ver o hemisfério norte, liderado pelos EUA no Ocidente e a União Soviética no Oriente, como o explorador do hemisfério sul. Apoiou fortemente o Vietnã do Norte comunista na Guerra do Vietnã e incitou os povos de outros países em desenvolvimento a pegar em armas e criar "muitos Vietnãs". As denúncias de Che sobre a União Soviética tornaram-no popular entre intelectuais e artistas de esquerda da Europa Ocidental que perderam a fé nos soviéticos, enquanto a condenação do imperialismo e o apelo à revolução inspirou jovens estudantes radicais nos Estados Unidos, impacientes por mudanças sociais.

Marx caracterizou a manifestação psicológica ou filosófica das relações sociais capitalistas como alienação e antagonismo; o resultado da mercantilização do trabalho e o funcionamento da lei do valor. Para Guevara, o desafio era substituir a alienação dos indivíduos do processo produtivo e o antagonismo gerado pelas relações de classe, com integração e solidariedade, desenvolvendo uma atitude coletiva para a produção e o conceito de trabalho como dever social.— Helen Yaffe, autora de Che Guevara: The Economics of Revolution
Nos seus escritos particulares desta época, ele exibe sua crescente crítica à economia política soviética, acreditando que os soviéticos haviam "esquecido Marx". Isso o levou a denunciar uma série de práticas soviéticas, incluindo o que ele via como sua tentativa de "ignorar a violência inerente à luta de classes como parte integrante da transição do capitalismo para o socialismo", sua política "perigosa" de coexistência pacífica com o Estados Unidos, seu fracasso em pressionar por uma "mudança de consciência" em direção à ideia de trabalho e sua tentativa de "liberalizar" a economia socialista. Guevara queria a eliminação completa do dinheiro, dos juros, da produção de mercadorias, da economia de mercado e das "relações mercantis": todas as condições que os soviéticos argumentavam que só desapareceriam quando o comunismo mundial fosse alcançado. Discordando dessa abordagem incrementalista, criticou o Manual Soviético de Economia Política, prevendo corretamente que se a URSS não abolisse a lei do valor (como ele desejava), acabaria voltando ao capitalismo.
Duas semanas após seu discurso em Argel e seu retorno a Cuba, o revolucionário abandonou a vida pública e depois desapareceu completamente. Seu paradeiro era um grande mistério em Cuba, já que ele era geralmente considerado o segundo em poder além de Castro. Seu desaparecimento foi atribuído de várias maneiras ao fracasso do esquema de industrialização cubano que ele havia defendido enquanto ministro da indústria, à pressão exercida sobre Fidel por autoridades soviéticas que desaprovavam a posição comunista pró-chinesa de Guevara sobre a ruptura sino-soviética e a sérias diferenças entre Guevara e o pragmático Castro sobre o desenvolvimento econômico e a linha ideológica de Cuba.
Em 3 de outubro de 1965, Castro revelou publicamente uma carta sem data supostamente escrita por Guevara por volta de sete meses antes, e que mais tarde seria intitulada como a "carta de despedida" de Che Guevara. Na carta reafirmou a sua solidariedade duradoura com a Revolução Cubana, mas declarou que era sua intenção deixar Cuba para lutar pela causa revolucionária no exterior. Além disso, renunciou a todos os seus cargos no governo cubano e no Partido Comunista e renunciou à sua cidadania cubana.

## Congo

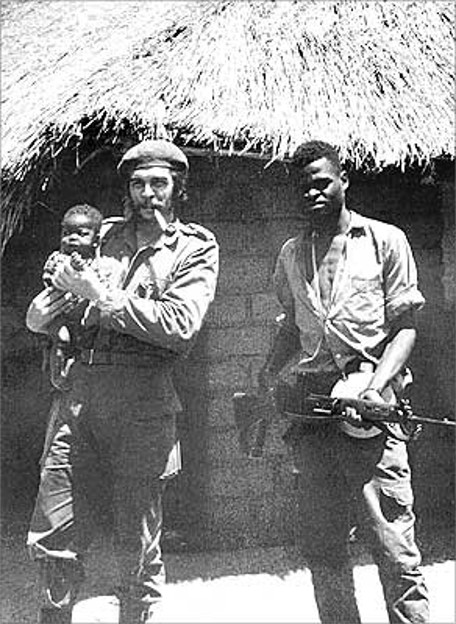
Guevara aos 37 anos, segurando um bebê congolês e em pé com um soldado afro-cubano na Crise do Congo, 1965

No início de 1965 Guevara foi para a África para oferecer seu conhecimento e experiência como guerrilheiro para o conflito em curso no Congo. De acordo com o presidente argelino Ahmed Ben Bella, ele achava que a África era o elo fraco do imperialismo e, portanto, tinha um enorme potencial revolucionário. O presidente egípcio Gamal Abdel Nasser, que manteve relações fraternas com Che desde a sua visita em 1959, viu o seu plano de lutar no Congo como "insensato" e advertiu que ele se tornaria uma figura "Tarzan", condenada ao fracasso. Apesar do aviso, Guevara viajou para o Congo usando o pseudônimo de Ramón Benítez. Ele liderou a operação cubana em apoio à Rebelião Simba, que emergiu durante a crise do Congo. Guevara, seu segundo comandante, Víctor Dreke, e 12 outros expedicionários cubanos chegaram ao Congo em 24 de abril de 1965, e um contingente de aproximadamente 100 afro-cubanos se juntou a eles logo depois. Por um tempo, colaboraram com o líder guerrilheiro Laurent-Désiré Kabila, que ajudou os partidários do presidente deposto Patrice Lumumba a liderar uma revolta fracassada meses antes. Como admirador do falecido Lumumba, Guevara declarou que seu "assassinato deveria ser uma lição para todos nós". A Guevara, que tinha um conhecimento limitado do suaíli e das línguas locais, foi atribuído a um intérprete adolescente, Freddy Ilanga. Ao longo de sete meses, cresceu a admiração de Ilanga por Guevara, que "mostrava o mesmo respeito aos negros como aos brancos". No entanto, Guevara logo se desiludiu com a pobre disciplina das tropas de Kabila e mais tarde o dispensou, afirmando que "nada me leva a acreditar que ele é o homem da hora".
Como obstáculo adicional, tropas mercenárias brancas do Exército Nacional do Congo, lideradas por Mike Hoare e apoiadas por pilotos cubanos anticastristas e pela CIA, frustraram os movimentos de seu acampamento base nas montanhas perto da vila de Fizi no Lago Tanganica, no sudeste do Congo. Foram capazes de monitorar as comunicações de Guevara e assim anteciparam seus ataques e interditaram suas linhas de suprimento. Embora tenha tentado esconder sua presença no Congo, o governo dos Estados Unidos sabia sua localização e suas atividades. A Agência de Segurança Nacional estava interceptando todas as suas transmissões de entrada e saída via equipamento a bordo do USNS Private Jose F. Valdez (T-AG-169), um posto de escuta flutuante que continuamente cruzava o Oceano Índico ao largo de Dar es Salaam para esse propósito.

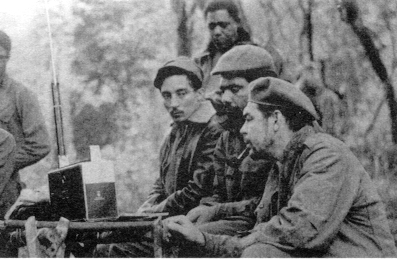
Sentados a partir da esquerda: Rogelio Oliva, José María Martínez Tamayo e Guevara. Por trás deles está Roberto Sánchez, 1965

O objetivo de Guevara era exportar a revolução instruindo combatentes locais Simba anti-Mobutu na ideologia marxista e estratégias foquistas da guerra de guerrilha. Em seu livro Diário do Congo, ele cita a incompetência, a intransigência e as lutas internas entre os rebeldes congoleses como principais razões para o fracasso da revolta. Mais tarde naquele ano, em 20 de novembro de 1965, sofrendo de disenteria e asma aguda, e desanimado após sete meses de derrotas, deixou o Congo com os seis sobreviventes cubanos de sua coluna de 12 homens. Ele afirmou que planejava enviar os feridos de volta a Cuba e lutar sozinho no Congo até sua morte, como um exemplo revolucionário. Mas depois de ser pressionado por seus camaradas e por dois emissários enviados por Castro, no último momento ele concordou relutantemente em deixar a África. Durante esse dia e noite, as forças por ele comandadas tomaram o acampamento base, queimaram suas cabanas e destruíram ou jogaram armas no lago Tanganica, que não podiam levar consigo, antes de cruzar a fronteira para a Tanzânia durante a noite e viajar por terra até Dar es Salaam. Ao falar sobre sua experiência no Congo meses depois, Guevara concluiu que ele partiu em vez de lutar até a morte porque "O elemento humano falhou. Não há vontade de lutar. Os líderes [rebeldes] são corruptos. Em uma palavra… não havia nada para fazer". Também declarou que "não podemos libertar por nós mesmos um país que não quer lutar". Algumas semanas depois, ele escreveu o prefácio do diário que manteve durante a aventura no Congo, que começava com a declaração: "Esta é a história de um fracasso".
Guevara estava relutante em retornar a Cuba, porque Fidel havia tornado pública a sua "carta de despedida" — uma carta destinada a ser revelada apenas no caso de sua morte — na qual cortou todos os laços para se dedicar à revolução em todo o mundo. Como resultado, passou os seis meses seguintes vivendo clandestinamente na embaixada cubana em Dar es Salaam e depois em um esconderijo em Praga. Na Europa, Guevara fez uma visita secreta ao ex-presidente argentino Juan Perón, que viveu no exílio na Espanha franquista. Ali Perón o avisou que seus planos eram suicidas. Mais tarde, Perón observou que Guevara era "um utópico imaturo — mas um de nós — e estou feliz por isso, porque ele está dando aos ianques uma verdadeira dor de cabeça".
Como estava determinado a ir para a Bolívia, ele secretamente viajou de volta a Cuba em 21 de julho de 1966 para visitar Castro, assim como para ver sua esposa e escrever uma última carta a seus cinco filhos para ser lida após sua morte, que terminou com ele os instruindo:

Acima de tudo, sempre seja capaz de sentir profundamente qualquer injustiça cometida contra qualquer pessoa, em qualquer parte do mundo. Esta é a qualidade mais bonita de um revolucionário.

## Bolívia
No final de 1966, a localização de Guevara ainda não era conhecida publicamente, embora representantes do movimento de independência de Moçambique, a Frente de Libertação de Moçambique (FRELIMO), relatassem que se encontraram com ele no final de 1966 em Dar es Salaam em relação a sua oferta para ajudar em seu projeto revolucionário, que foi rejeitada.
Antes de partir para a Bolívia, alterou sua aparência raspando a barba e grande parte do cabelo, também pintando-o de cor cinza, ficando irreconhecível. Em 3 de novembro de 1966, chegou secretamente em La Paz em um voo de Montevidéu com o nome falso Adolfo Mena González, fazendo-se passar por um empresário uruguaio de meia-idade que trabalhava para a Organização dos Estados Americanos.

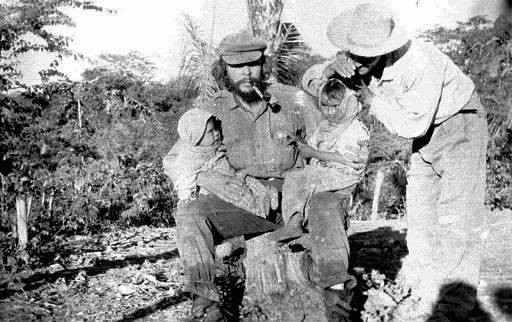
Guevara na zona rural da Bolívia, pouco antes de sua morte (1967)

Três dias depois de sua chegada à Bolívia, deixou La Paz para a região rural do sudeste do país para formar seu exército guerrilheiro. O seu primeiro acampamento base era localizado na floresta seca e montanhosa na remota região de Ñancahuazú. O treinamento no acampamento no vale de Ñancahuazú provou ser perigoso, e pouco foi conseguido para construir um exército guerrilheiro. A funcionária da Alemanha Oriental nascida na Argentina, Haydée Tamara Bunke Bider, mais conhecida por seu nome de guerra "Tania", foi instalada como agente principal de Che em La Paz.
A força guerrilheira de Guevara, que contava com cerca de 50 homens e atuava sob a sigla ELN (Exército de Libertação Nacional da Bolívia), estava bem equipada e obteve inúmeros sucessos antecipados contra os soldados regulares do exército boliviano no terreno da região montanhosa de Camiri durante os primeiros meses de 1967. Como resultado da vitória das suas unidades em várias escaramuças contra as tropas bolivianas na primavera e no verão de 1967, o governo boliviano começou a superestimar o tamanho real da força de guerrilha.
Os pesquisadores supõem que o plano de Guevara para fomentar uma revolução na Bolívia fracassou por uma série de razões:
- Guevara esperava assistência e cooperação dos dissidentes locais que não recebeu, nem recebeu apoio do Partido Comunista da Bolívia sob a liderança de Mario Monje, que era orientado por Moscou e não por Havana. No diário de Guevara, capturado após sua morte, ele escreveu sobre o Partido Comunista da Bolívia, que ele qualificou de "desconfiado, desleal e estúpido".[238]
- Esperava lidar apenas com os militares bolivianos, que estavam mal treinados e mal equipados, e não sabia que o governo dos Estados Unidos havia enviado uma equipe de comandos da Special Activities Division da CIA e outros agentes para a Bolívia para ajudar no esforço anti-insurreição. O Exército boliviano também foi treinado, assessorado e abastecido pelas Forças Especiais do Exército dos Estados Unidos, incluindo um batalhão de elite dos Rangers estadunidenses treinados em guerra na selva que montou acampamento em La Esperanza, um pequeno povoado próximo à localização dos guerrilheiros.[239]

Além disso, sua conhecida preferência por confrontos em vez de compromissos, que já haviam surgido durante sua campanha de guerrilha em Cuba, contribuiu para sua incapacidade de desenvolver relações de trabalho bem-sucedidas com líderes rebeldes locais na Bolívia, assim como no Congo. Essa tendência existiu em Cuba, mas foi mantida sob controle pelas oportunas intervenções e orientação de Fidel Castro.
Guevara foi incapaz de atrair habitantes da área local para se juntar a sua milícia durante os onze meses em que tentou o recrutamento. Muitos dos habitantes informaram voluntariamente as autoridades e militares bolivianos sobre os guerrilheiros e seus movimentos na área. Perto do fim da aventura boliviana, ele escreveu em seu diário que "os camponeses não nos dão nenhuma ajuda e estão se transformando em informantes".

### Captura e morte

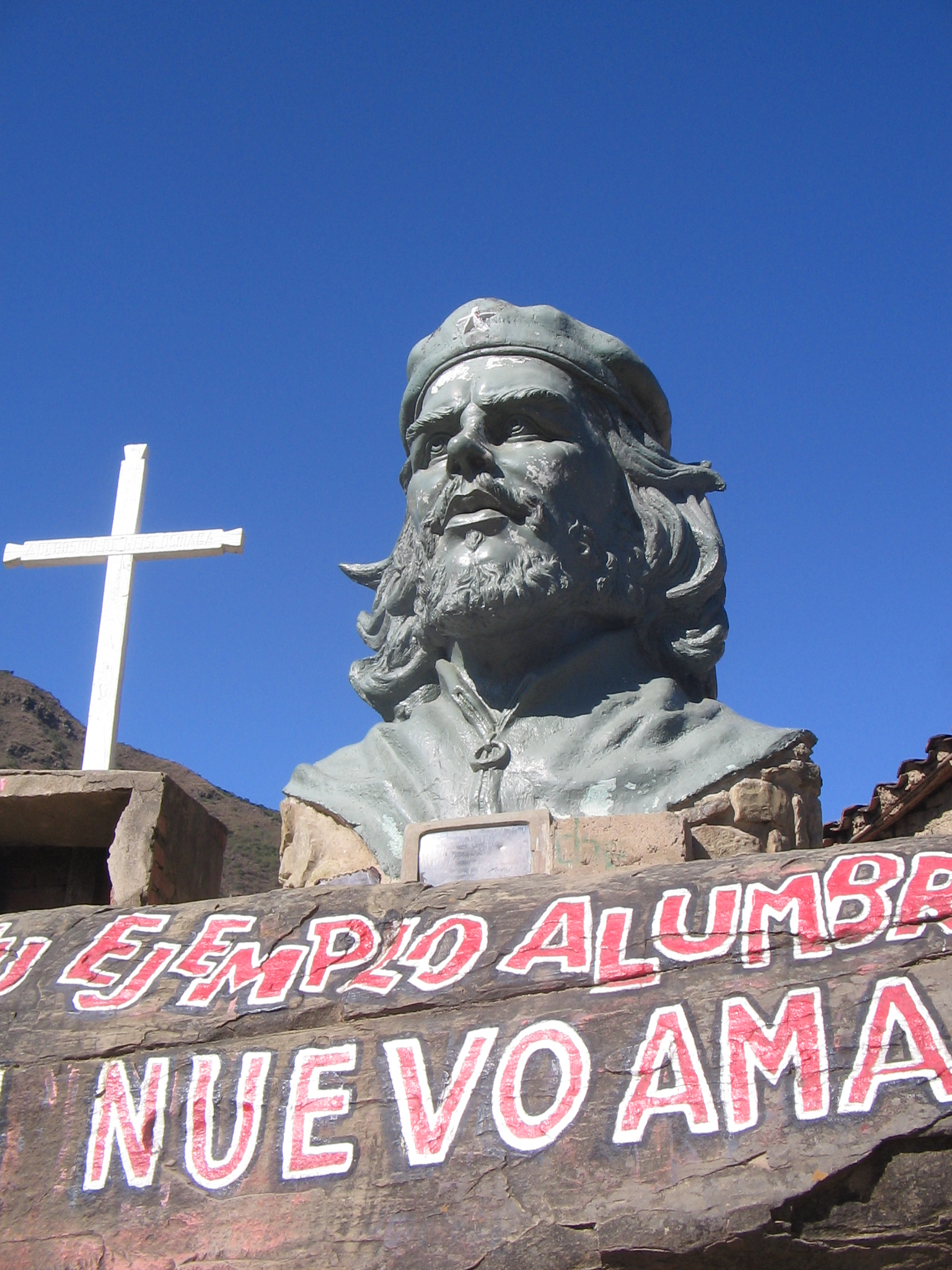
Monumento a Guevara em La Higuera

Félix Ismael Rodríguez, um exilado cubano que se tornou um agente da Divisão de Atividades Especiais da CIA, assessorou as tropas bolivianas durante a caçada a Guevara na Bolívia. Além disso, o documentário My Enemy's Enemy, de 2007, alega que o criminoso de guerra nazista Klaus Barbie aconselhou e possivelmente ajudou a CIA a orquestrar a eventual captura do revolucionário.
Em 7 de outubro de 1967, um informante avisou as Forças Especiais da Bolívia sobre a localização do acampamento de guerrilha na garganta de Yuro. Na manhã de 8 de outubro, eles cercaram a área com dois batalhões, contando com 1,8 mil soldados e avançaram até o barranco, desencadeando uma batalha em que Guevara foi ferido e feito prisioneiro enquanto liderava um destacamento com Simeón Cuba Sarabia. Jon Lee Anderson, biógrafo de Che, relatou a história do sargento boliviano Bernardino Huanca: quando os Rangers Bolivianos se aproximaram, Guevara duas vezes ferido, com sua arma inutilizada, ergueu os braços em sinal de rendição e gritou aos soldados: "Não atire! Eu sou Che Guevara e valho mais para você vivo do que morto".

Não havia ninguém mais temido pela empresa (CIA) do que Che Guevara porque ele tinha a capacidade e o carisma necessários para dirigir a luta contra a repressão política das hierarquias tradicionais no poder nos países da América Latina.— Philip Agee, agente da CIA de 1957-1968, depois desertou para Cuba
Foi amarrado e levado para uma escola dilapidada de lama na aldeia vizinha de La Higuera na noite de 8 de outubro. Durante o próximo meio dia, se recusou a ser interrogado por oficiais bolivianos e só falou em voz baixa com os soldados. Um desses soldados, um piloto de helicóptero chamado Jaime Nino de Guzman, descreveu Che como "terrível". De acordo com Guzman, o revolucionário foi baleado na panturrilha direita, seu cabelo estava sujo de barro, suas roupas estavam rasgadas e seus pés estavam cobertos por bainhas de couro. Apesar de sua aparência abatida, ele conta que "Che ergueu a cabeça, olhou todos diretamente nos olhos e pediu apenas para fumar". Guzman afirma que ele "teve pena" e deu-lhe uma pequena bolsa de tabaco para o cachimbo, e Guevara sorriu e agradeceu-lhe. Mais tarde, na noite de 8 de outubro, Guevara — apesar de ter as mãos amarradas — chutou um oficial do exército boliviano, chamado Capitão Espinosa, contra um muro depois que o oficial entrou na escola e tentou arrancar o cachimbo de sua boca para levar como lembrança enquanto ele ainda estava fumando. Em outro caso de desafio, cuspiu na cara do contra-almirante boliviano Ugarteche, que tentou interrogá-lo algumas horas antes de sua execução.
Na manhã seguinte, 9 de outubro, Guevara pediu para ver a professora da aldeia, uma mulher de 22 anos chamada Julia Cortez. Mais tarde, ela afirmou que o encontrou como um "homem de aparência agradável com um olhar suave e irônico" e que durante a conversa ela se viu "incapaz de olhá-lo nos olhos" porque seu "olhar era insuportável, penetrante e tranquilo". Durante sua curta conversa, apontou para Cortez o mau estado da escola, afirmando que era "anti-pedagógico" esperar que os estudantes camponeses fossem educados lá, enquanto "funcionários do governo dirigem carros Mercedes", e declarando que "é contra isso que nós estamos lutando".

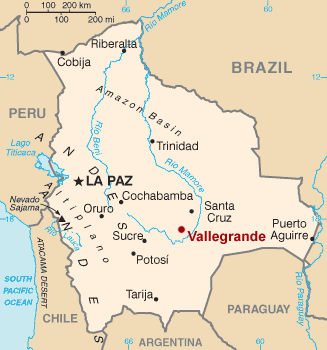
Localização de Vallegrande na Bolívia

Naquela manhã de 9 de outubro, o presidente boliviano, René Barrientos Ortuño, ordenou que Guevara fosse morto. A ordem foi retransmitida para a unidade que o detinha por Félix Rodríguez, apesar do desejo do governo dos Estados Unidos de que ele fosse levado ao Panamá para mais interrogatórios. O carrasco que se ofereceu para matar o revolucionário foi Mario Terán, um sargento de 27 anos do exército que, embora meio bêbado, pediu para atirar nele porque três de seus amigos da Companhia B, todos com o mesmo nome de "Mario", haviam sido mortos em um tiroteio com o grupo guerrilheiro vários dias antes. Para fazer as feridas de bala parecerem consistentes com a história que o governo boliviano planejava divulgar ao público, Félix Rodríguez ordenou que Terán não atirasse na cabeça, mas apontasse com cuidado para fazer parecer que havia sido morto em ação durante um confronto com o exército. René Barrientos nunca revelou seus motivos para ordenar a execução sumária de Guevara em vez de julgá-lo ou expulsá-lo do país ou entregá-lo às autoridades dos Estados Unidos. Gary Prado, o capitão boliviano no comando da companhia do exército que capturou Guevara, disse que as razões pelas quais Barrientos ordenou sua execução imediata eram para que não houvesse possibilidade de Guevara escapar da prisão, e também para que não houvesse drama de um julgamento público em que a publicidade adversa pode acontecer.
Cerca de 30 minutos antes de Guevara ser morto, Félix Rodríguez tentou questioná-lo sobre o paradeiro de outros guerrilheiros que estavam atualmente em liberdade, mas ele continuou a permanecer em silêncio. Rodríguez, auxiliado por alguns soldados bolivianos, ajudou-o a ficar de pé e levou-o para fora da cabana para desfilar diante de outros soldados bolivianos onde ele posou para uma fotografia ao lado de Guevara. Depois disso, Rodríguez disse a Guevara que ele seria executado. Um pouco mais tarde, Che foi questionado por um dos soldados que o vigiavam se ele estava pensando em sua própria imortalidade. "Não", ele respondeu, "estou pensando na imortalidade da revolução". Poucos minutos depois, o sargento Terán entrou na cabana para atirar nele, que neste momento se levantou e falou suas últimas palavras: "Eu sei que você veio me matar. Atire, covarde! Você só vai matar um homem!". Terán hesitou, depois apontou a carabina M2 de carregamento automático e abriu fogo, atingindo-o nos braços e nas pernas. Então, quando se contorceu no chão, aparentemente mordendo um de seus pulsos para evitar gritar, Terán disparou outra vez, ferindo-o fatalmente no peito. Guevara foi declarado morto às 13h10, horário local, segundo Rodríguez. Ao todo, foi baleado nove vezes por Terán, cinco vezes em suas pernas, uma vez no ombro e no braço direito e uma vez no peito e na garganta.
Meses antes, durante sua última declaração pública à Conferência Tricontinental, Guevara escreveu seu próprio epitáfio, declarando: "Onde quer que a morte possa nos surpreender, que seja bem-vinda, desde que este nosso grito de guerra tenha chegado a algum ouvido receptivo e outra mão possa ser estendida para manejar nossas armas".

## Eventos posteriores

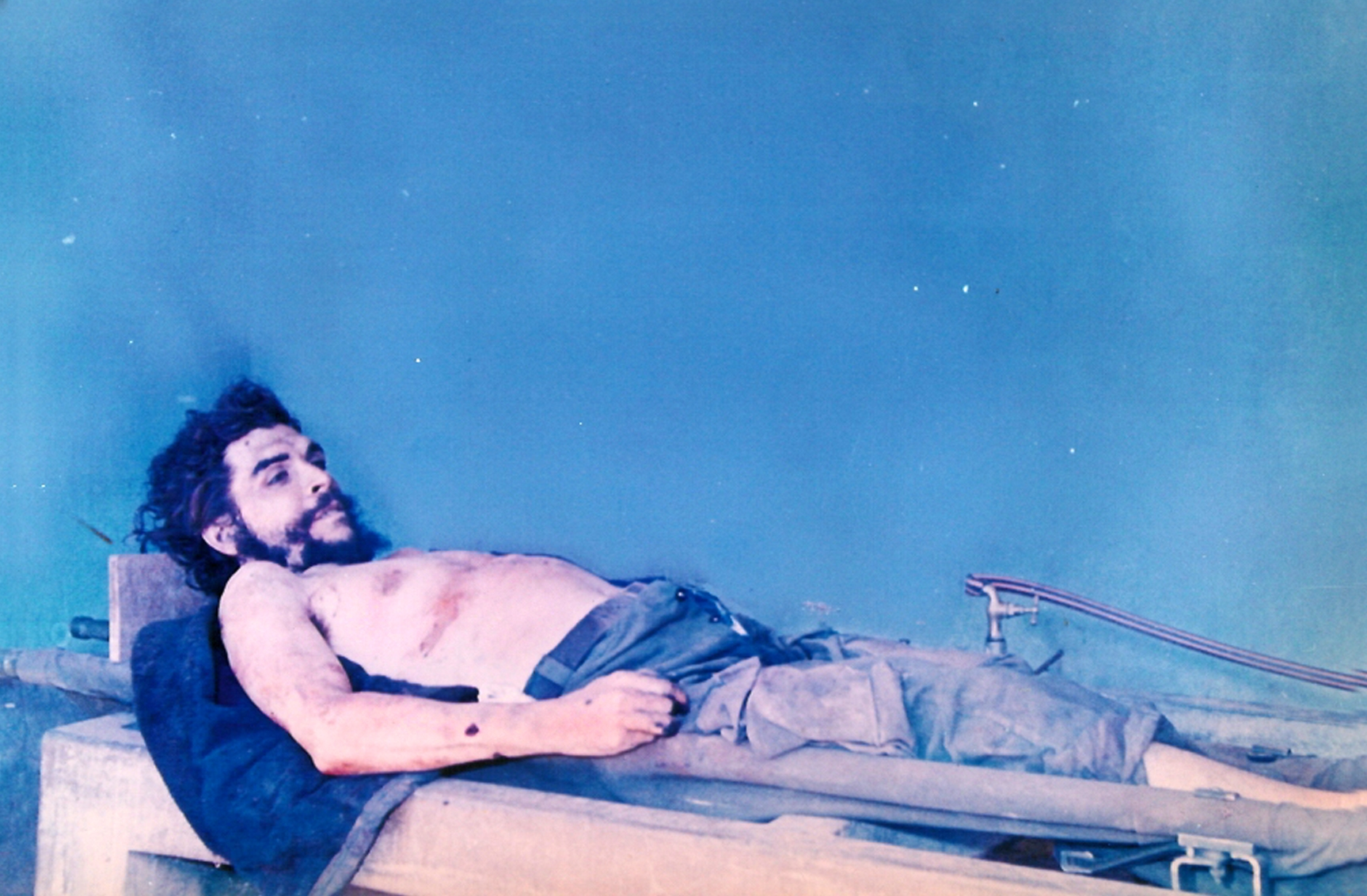
No dia seguinte à sua execução, em 10 de outubro de 1967, o cadáver de Guevara foi exposto à imprensa mundial na lavanderia do hospital de Vallegrande

Após a sua execução, o corpo de Guevara foi amarrado aos patins de aterragem de um helicóptero e transportado para Vallegrande, onde foram tiradas fotografias dele deitado numa laje de cimento na lavandaria da Nuestra Señora de Malta. Várias testemunhas foram chamadas para confirmar sua identidade, entre elas o jornalista britânico Richard Gott, a única testemunha que o conhecera quando ainda estava vivo. Colocado em exibição, enquanto centenas de residentes locais passavam pelo corpo, o cadáver era considerado por muitos como representando um rosto "semelhante a Cristo", com alguns até mesmo aparando mechas de cabelo como relíquias divinas. Tais comparações foram estendidas ainda mais quando o crítico de arte britânico John Berger, duas semanas depois de ver as fotografias pós-morte, observou que elas se assemelhavam a duas pinturas famosas: A Lição de Anatomia do Dr. Tulp de Rembrandt e a Lamentação sobre o Cristo Morto de Andrea Mantegna. Havia também quatro correspondentes presentes quando o corpo de Guevara chegou a Vallegrande, incluindo Björn Kumm, do sueco Aftonbladet, que descreveu a cena em um 11 de novembro de 1967, exclusivo para o New Republic.
Um memorando desclassificado datado de 11 de outubro de 1967 para o presidente dos Estados Unidos, Lyndon B. Johnson, de seu assessor de segurança nacional Walt Whitman Rostow, chamou a decisão de matar Guevara de "estúpida" mas "compreensível do ponto de vista boliviano". Após a execução, Rodríguez levou vários itens pessoais de Guevara, incluindo um relógio que ele continuou a usar muitos anos depois, muitas vezes mostrando-os aos repórteres durante os anos seguintes. Hoje, alguns desses pertences, incluindo sua lanterna, estão em exibição na CIA. Depois que um médico militar amputou suas mãos, oficiais do exército boliviano transferiram seu corpo para um local não revelado e se recusaram a revelar se seus restos tinham sido enterrados ou cremados. As mãos foram enviadas para Buenos Aires para identificação de impressões digitais. As mãos de Che, assim como ocorrera com o seu diário, foram levadas clandestinamente ao exterior com auxílio do então Ministro do Interior da Bolívia, Antonio Arguedas. As mãos chegariam em Cuba nos primeiros dias de 1970.

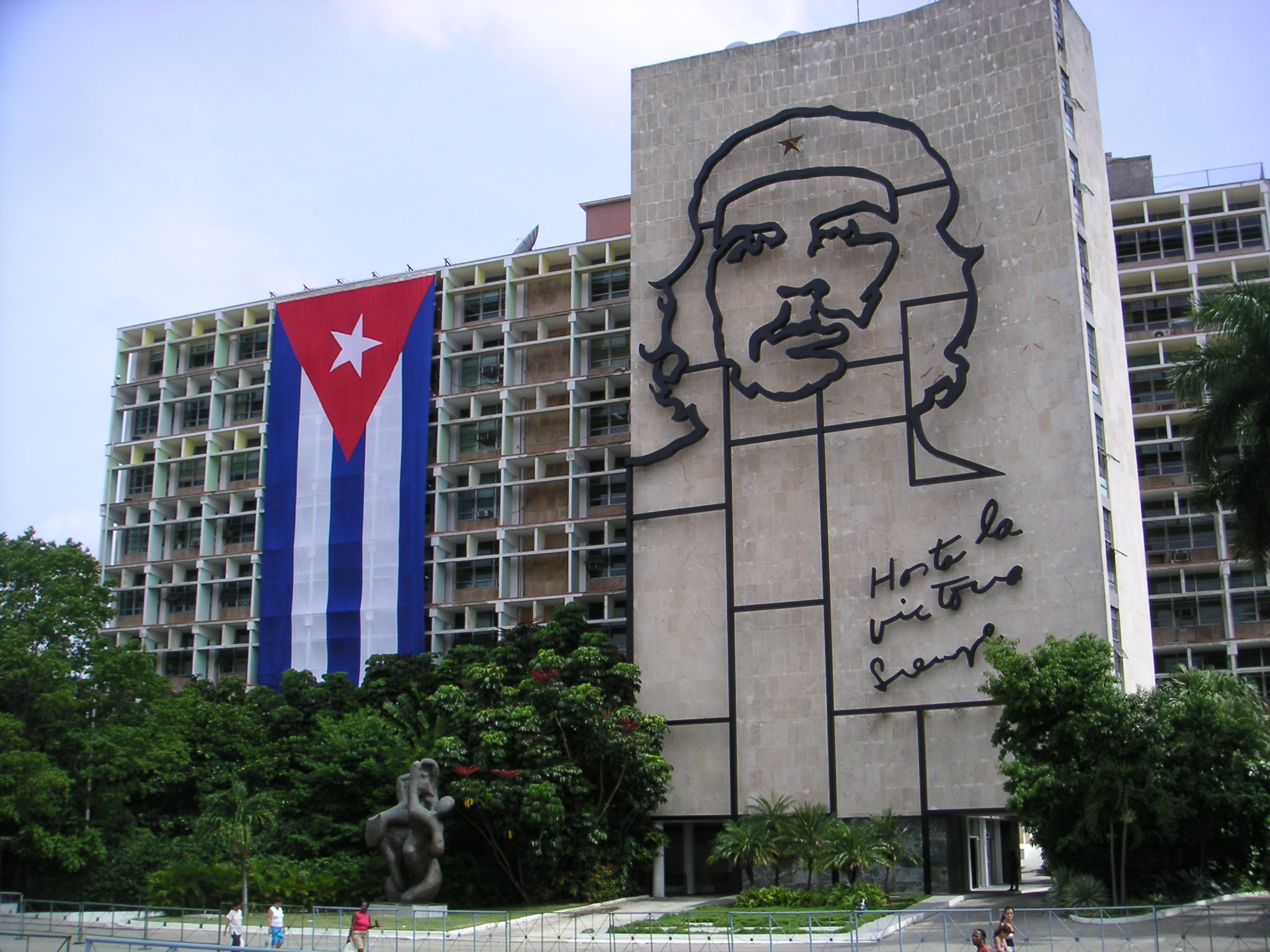
Plaza de la Revolución, em Havana, Cuba. Além do prédio do Ministério do Interior, onde Guevara já trabalhou, há um contorno de aço de cinco andares de seu rosto. Sob a imagem está o lema de Guevara, a frase em espanhol: "Hasta la victoria siempre" (Português: Até a vitória, sempre)

Em 15 de outubro, em Havana, Fidel Castro reconheceu publicamente que Guevara estava morto e proclamou três dias de luto oficial em toda a ilha. Em 18 de outubro, Castro dirigiu-se a uma multidão de um milhão de pessoas na Plaza de la Revolución de Havana e falou sobre o caráter revolucionário de Guevara. Fidel fechou seu fervoroso elogio assim:

Se quisermos expressar o que queremos que os homens das gerações futuras sejam, devemos dizer: Que sejam como Che! Se quisermos dizer como queremos que nossos filhos sejam educados, devemos dizer sem hesitação: queremos que eles sejam educados no espírito de Che! Se queremos o modelo de um homem, que não pertence ao nosso tempo, mas ao futuro, digo do fundo do meu coração que tal modelo, sem uma única mancha em sua conduta, sem uma única mancha em sua ação, é Che!
Também foram removidos quando Guevara foi capturado seu diário manuscrito de 30 mil palavras, uma coletânea de sua poesia pessoal e um conto que ele escreveu sobre um jovem guerrilheiro comunista que aprende a superar seus medos. Seu diário documentou os eventos da campanha de guerrilha na Bolívia, do dia 7 de novembro de 1966, logo após sua chegada à fazenda em Ñancahuazú, até 7 de outubro de 1967, um dia antes de sua captura. O diário conta como os guerrilheiros foram forçados a iniciar as operações prematuramente por causa da descoberta pelo Exército boliviano, explica a sua decisão de dividir a coluna em duas unidades que posteriormente foram incapazes de restabelecer contato e descreve seu empreendimento mal sucedido. Também registra a divergência entre Guevara e o Partido Comunista da Bolívia, que resultou em um recrutamento de soldados menor do que o inicialmente esperado e mostra que ele tinha muita dificuldade em recrutar da população local, em parte porque o grupo guerrilheiro havia aprendido quíchua, sem saber que a língua local era na verdade uma língua tupi-guarani. Quando a campanha chegou a um final inesperado, Guevara estava cada vez mais doente. Sofria de crises de asma cada vez mais graves e a maioria de suas últimas ofensivas foi realizada na tentativa de obter remédios. O diário boliviano foi rápida e grosseiramente traduzido pela revista Ramparts e circulou pelo mundo. Há pelo menos quatro diários adicionais: os de Reyes Zayas ("Braulio"), Harry Villegas Tamayo ("Pombo"), Eliseo Reyes Rodriguez ("Rolando") e Dariel Alarcón Ramírez ("Benigno").
O intelectual francês Régis Debray, que foi capturado em abril de 1967 enquanto estava com Guevara na Bolívia, deu uma entrevista na prisão em agosto de 1968, na qual ampliou as circunstâncias da captura do revolucionário. Debray, que viveu com o bando de guerrilheiros por um curto período de tempo, disse que, em sua opinião, eles foram "vítimas da floresta" e, portanto, "comidos pela selva". Descreveu uma situação de desamparo na qual os homens de Guevara sofriam de desnutrição, falta de água, ausência de sapatos e só possuíam seis cobertores para 22 homens. Ainda conta que o revolucionário e seus guerrilheiros sofriam de uma "doença" que fazia com que as mãos e os pés inchassem em "montículos de carne" até o ponto em que você não conseguia discernir os dedos em suas mãos. Debray o descreveu como "otimista quanto ao futuro da América Latina", apesar da situação fútil, e observou que estava "resignado a morrer sabendo que sua morte seria uma espécie de renascimento", observando que o revolucionário havia percebido a morte "como promessa de renascimento" e "ritual de renovação".
Até certo ponto, essa sua crença de uma ressurreição metafórica se tornou realidade. Enquanto imagens de Guevara morto estavam circulando e as circunstâncias de sua morte estavam sendo debatidas, a lenda em torno de seu nome começou a se espalhar. Manifestações em protesto contra seu assassinato ocorreram em todo o mundo, e artigos, homenagens e poemas foram escritos sobre sua vida e morte. Os comícios de apoio a sua imagem foram realizados de "México a Santiago, Argel a Angola e Cairo a Calcutá". A população de Budapeste e Praga acendeu velas para homenagear sua morte, enquanto a imagem de um Che sorridente apareceu em Londres e Paris. Quando, meses depois, irromperam tumultos em Berlim, França e Chicago, e a agitação se espalhou para os campi universitários americanos, jovens homens e mulheres usavam camisetas com seu rosto estampado e carregavam suas fotos durante as marchas de protesto. Na visão do historiador militar Erik Durschmied: "Naqueles meses inebriantes de 1968, Che Guevara não estava morto. Estava muito vivo".

### Recuperação dos restos mortais

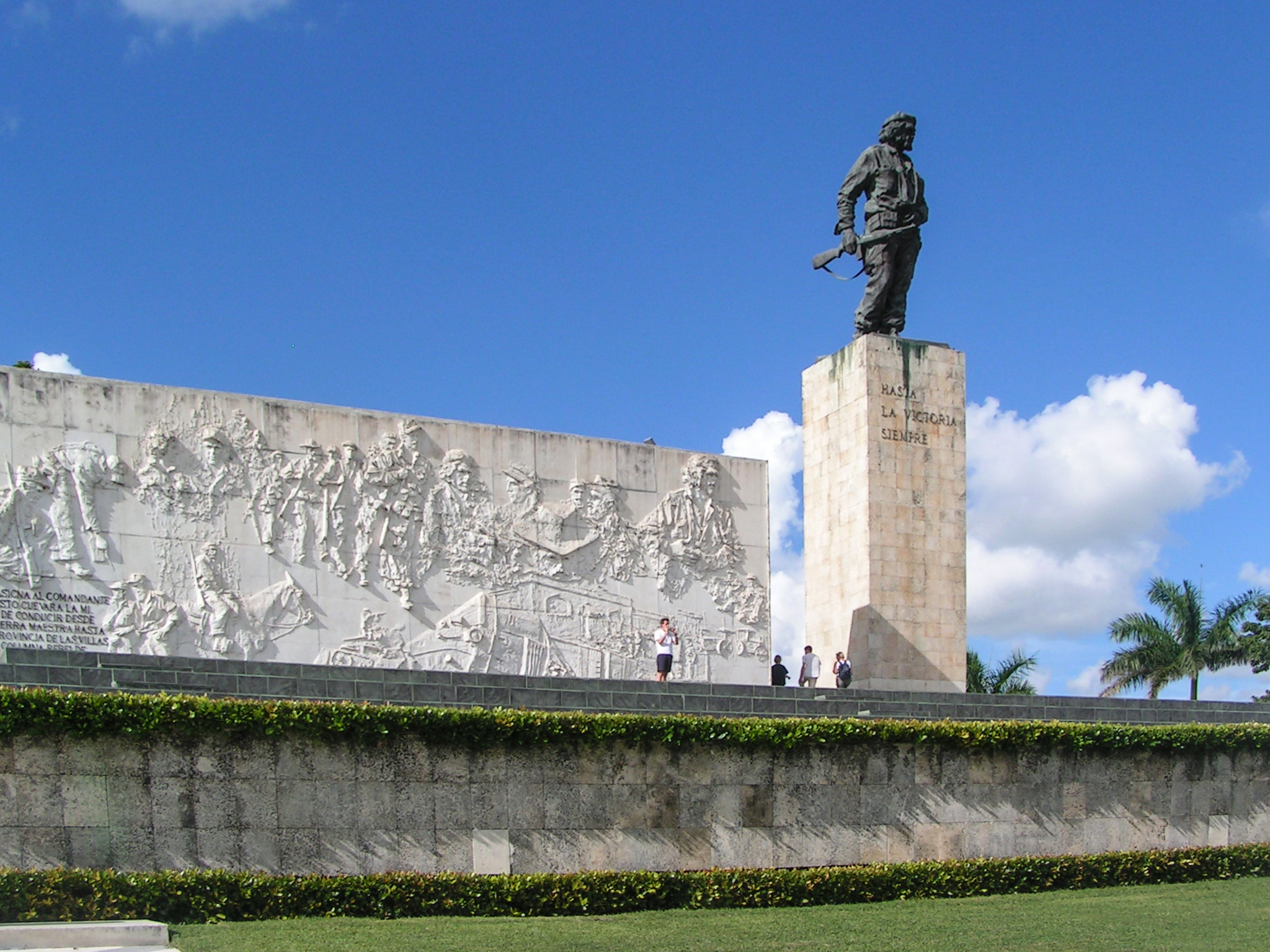
Mausoléu de Che Guevara em Santa Clara, Cuba

No final de 1995, o general da reserva boliviano Mario Vargas revelou a Jon Lee Anderson, autor de Che Guevara: A Revolutionary Life, que o cadáver de Guevara estava perto de uma pista de Vallegrande. O resultado foi uma busca internacional pelos restos mortais, que durou mais de um ano. Em julho de 1997, uma equipe de geólogos cubanos e antropólogos forenses argentinos descobriu os restos de sete corpos em duas valas comuns, incluindo um homem com mãos amputadas (como Guevara). Oficiais do governo boliviano com o Ministério do Interior identificaram o corpo como sendo do revolucionário quando os dentes escavados "combinavam perfeitamente" com um molde de gesso dos seus dentes feito em Cuba antes de sua expedição congolesa. O "argumento decisivo" então chegou quando o antropólogo forense argentino Alejandro Inchaurregui inspecionou o bolso interno oculto de uma jaqueta azul desenterrada ao lado do cadáver sem mãos e encontrou um pequeno saco de tabaco para cachimbo. Nino de Guzman, o piloto de helicóptero boliviano que dera a Che um pequeno saco de tabaco, comentou mais tarde que "tinha sérias dúvidas" a princípio e "achava que os cubanos encontrariam ossos velhos e chamariam de Che"; mas "depois de ouvir sobre o saco de tabaco, não tenho dúvidas". Em 17 de outubro de 1997, os restos mortais de Guevara, juntamente com seis de seus companheiros combatentes, foram sepultados com honras militares em um mausoléu construído especialmente na cidade cubana de Santa Clara, onde ele havia comandado a vitória militar decisiva da Revolução Cubana.
Em julho de 2008, o governo boliviano de Evo Morales revelou os diários de Guevara, anteriormente selados, compostos em dois cadernos desgastados, juntamente com um diário de bordo e várias fotografias em preto e branco. Neste evento, o vice-ministro da cultura da Bolívia, Pablo Groux, expressou que havia planos para publicar fotografias de todas as páginas manuscritas no final do ano. Enquanto isso, em agosto de 2009, antropólogos trabalhando para o Ministério da Justiça da Bolívia descobriram e desenterraram os corpos de cinco guerrilheiros de seu bando perto da cidade boliviana de Teoponte.

## Legado
A descoberta dos restos mortais de Che ativou metonimicamente uma série de associações interligadas—rebelde, mártir, figura desonesta de uma aventura picaresca, salvador, renegado, extremista—nas quais não havia divisão fixa entre si. A atual opinião popular coloca Che em um contínuo que oscila entre vê-lo como um rebelde mal orientado, um filósofo guerrilheiro brilhante, um poeta-guerreiro lutando contra moinhos de vento, um guerreiro de bronze que lançou o desafio à burguesia, o objeto de fervor homenagem à sua santidade, ou um assassino em massa vestido com o disfarce de um anjo vingador, cujas ações estão imbricadas em violência—o arquétipo do terrorista fanático.— Peter McLaren, autor de Che Guevara, Paulo Freire, and the Pedagogy of Revolution

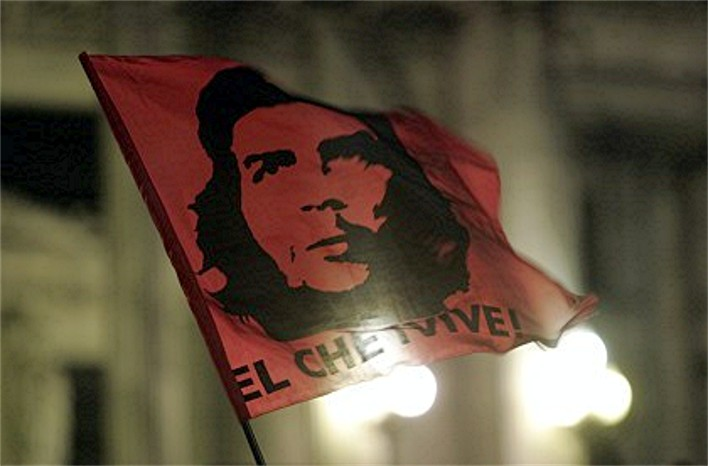
Um gráfico estilizado do rosto de Guevara em uma bandeira junto das palavras "El Che Vive!"

A vida e o legado de Guevara permanecem controversos. As contradições percebidas de seu ethos em vários pontos de sua vida criaram um caráter complexo de dualidade, que era "capaz de empunhar a caneta e a submetralhadora com igual habilidade", enquanto profetizava que "a mais importante ambição revolucionária era ver o homem libertado de sua alienação". A posição paradoxal de Guevara é ainda mais complicada por sua gama de qualidades aparentemente opostas. Humanista secular e simpatizante da medicina que não hesitou em atirar em seus inimigos, um célebre líder internacionalista que defendia a violência para impor uma filosofia utópica do bem coletivo, um intelectual idealista que amava a literatura, mas se recusava a permitir a dissidência, um anti-imperialista e insurgente marxista que estava radicalmente disposto a forjar um novo mundo sem pobreza nas cinzas apocalípticas do antigo e, finalmente, um anticapitalista declarado cuja imagem foi mercantilizada. A história de Che continua a ser reescrita e recriada. Além disso, o sociólogo Michael Löwy alega que as muitas facetas da vida de Guevara (ou seja, médico e economista, revolucionário e banqueiro, teórico militar e embaixador, profundo pensador e agitador político) iluminou a ascensão do "mito de Che", permitindo-lhe ser invariavelmente cristalizado em seus muitos papéis metanarrativos como um "Robin Hood Vermelho, Don Quixote do comunismo, novo Garibaldi, o santo marxista justo, Cid Campeador dos miseráveis da terra, Sir Galahad dos mendigos… e o diabo bolchevique que assombra os sonhos dos ricos, acendendo braseiros da subversão todos sobre o mundo".

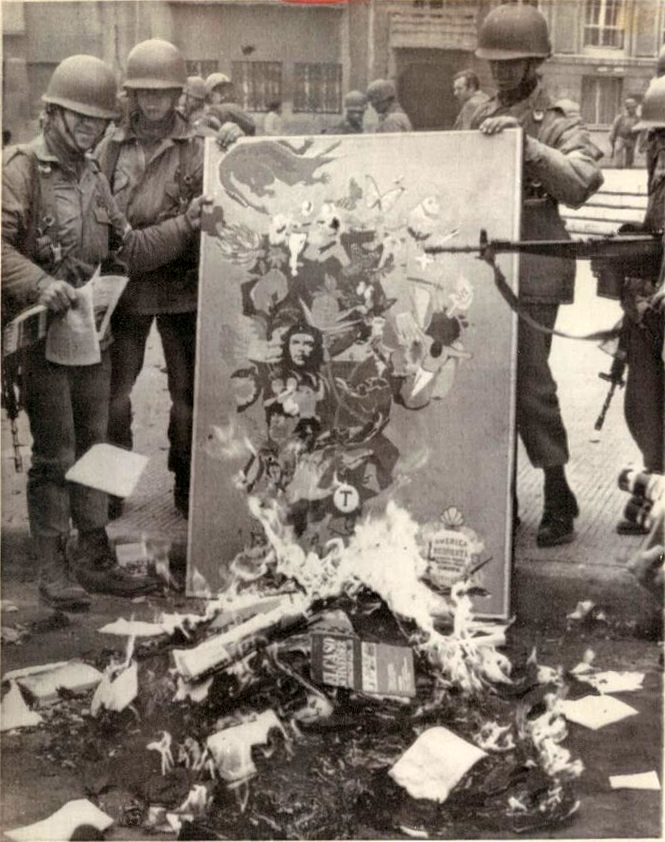
A queima de uma pintura contendo o rosto de Che, após o golpe de 1973 que instalou o regime de Pinochet no Chile

Como tal, vários indivíduos notáveis têm o elogiado como uma grande pessoa; por exemplo, Nelson Mandela referiu-se a ele como "uma inspiração para todo ser humano que ama a liberdade", enquanto Jean-Paul Sartre o descreveu como "não apenas um ser humano, mas também o mais completo dos seres humanos de nossa época". Outros que expressaram sua admiração incluem os autores Graham Greene, que observou que Guevara "representava a ideia de bravura, cavalheirismo e aventura", e Susan Sontag, que supunha que "o objetivo de [Che] era nada menos que a causa da própria humanidade". Na comunidade Pan-Africana, o filósofo Frantz Fanon dizia que Guevara era "o símbolo mundial das possibilidades de um homem", enquanto o líder Black Power Stokely Carmichael dizia que "Che Guevara não está morto, suas ideias estão conosco". Elogios têm sido refletidos em todo o espectro político, com o teórico libertário Murray Rothbard exaltando Guevara como uma "figura heroica" que "mais do que qualquer homem de nossa época ou mesmo do nosso século, era a encarnação viva do princípio da revolução", enquanto o jornalista Christopher Hitchens relembrou que "a sua morte significou muito para mim e incontáveis como eu na época, ele era um modelo, ainda que impossível para nós, românticos burgueses, na medida em que ele fazia o que os revolucionários deveriam fazer — lutou e morreu por suas crenças".

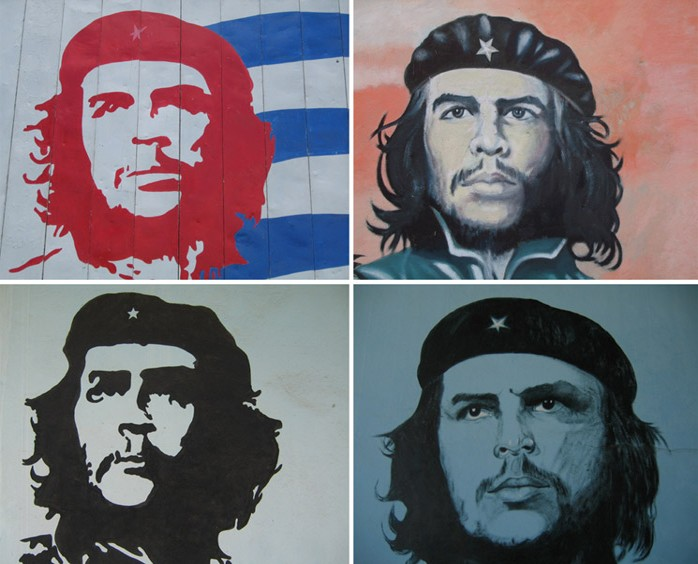
O autor Michael Casey observa como a imagem de Che se tornou um logotipo tão reconhecível quanto o swoosh ou os Arcos Dourados

Por outro lado, Jacobo Machover, um autor de oposição exilado, descarta todos os elogios de Guevara e o retrata como um carrasco insensível. Exilados cubanos expressaram opiniões semelhantes, entre eles Armando Valladares, que o declarou "um homem cheio de ódio" que executou dezenas sem julgamento, e Carlos Alberto Montaner, que afirmou que Guevara possuía "uma mentalidade de Robespierre" onde a crueldade contra os inimigos da revolução era uma virtude. Álvaro Vargas Llosa, do Instituto Independente, supõe que os seus seguidores contemporâneos "se iludem agarrados a um mito", descrevendo-o como um "puritano marxista" que empregou seu rígido poder de reprimir a dissidência, enquanto também operava como uma "máquina de assassinato a sangue-frio". Llosa também acusa a sua "disposição fanática" como sendo o eixo da "sovietização" da Revolução Cubana, especulando que ele possuía uma "subordinação total da realidade à cega ortodoxia ideológica". Em nível macro, o pesquisador da Instituição Hoover, William Ratliff, considera Guevara mais como uma criação de seu ambiente histórico, referindo-se a ele como uma figura "destemida" e "cabeça-forte do Messias", que foi o produto de uma cultura latina enamorada de mártires que "inclinou as pessoas a buscar e seguir os milagres paternalistas". Ratliff ainda especula que as condições econômicas na região se adequavam ao compromisso de Guevara de "trazer justiça aos oprimidos esmagando tiranias centenárias"; descrevendo a América Latina como sendo atormentada pelo que Moisés Naím chamou de "malignidades lendárias" de desigualdade, pobreza, política disfuncional e instituições com mau funcionamento.

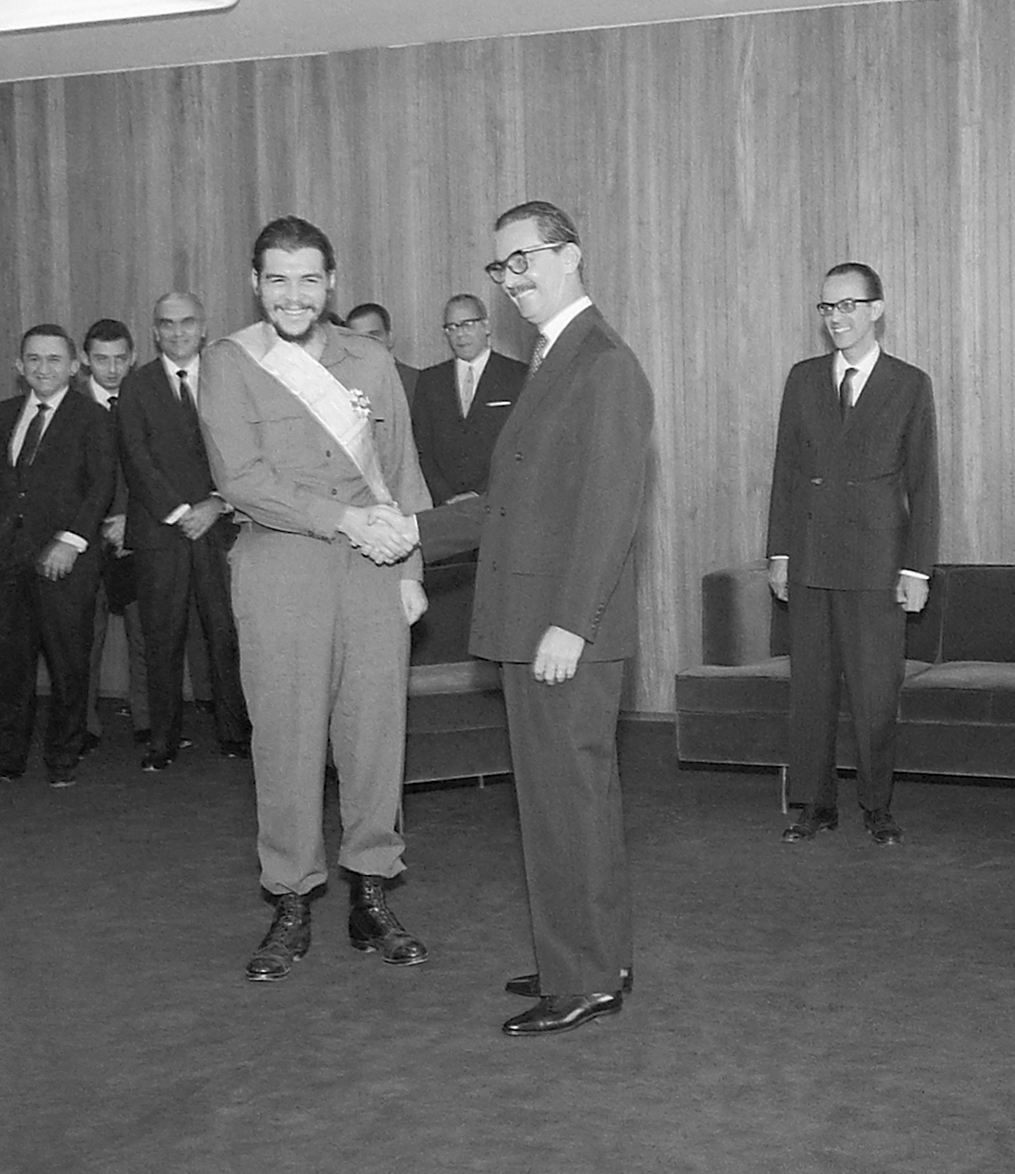
O então Presidente do Brasil Jânio Quadros condecora Guevara com a Ordem do Cruzeiro do Sul, 1961

Em uma avaliação mista, o historiador britânico Hugh Thomas opinou que Guevara era "um homem corajoso, sincero e determinado que também era obstinado, limitado e dogmático". No final de sua vida, de acordo com Thomas, "ele parece ter se convencido das virtudes da violência por si só", enquanto "sua influência sobre Fidel Castro para o bem ou para o mal" cresceu após sua morte, quando Fidel assumiu muitos de seus pontos de vista. Da mesma forma, o sociólogo cubano-americano Samuel Farber o elogia como "um revolucionário honesto e comprometido", mas também critica o fato de que "nunca abraçou o socialismo em sua essência mais democrática". No entanto, continua a ser um herói nacional em Cuba, onde sua imagem adorna a nota de três pesos e as crianças em idade escolar começam todas as manhãs prometendo "Seremos como o Che". Em sua terra natal, a Argentina, escolas levam seu nome, numerosos museus sobre Che pontuam o país e em 2008 uma estátua de bronze de 3,7 metros de altura foi erguida na cidade de seu nascimento, Rosário. Guevara foi santificado por alguns campesinos bolivianos como "Santo Ernesto", que rezam a ele por ajuda. Em contraste, continua sendo uma figura odiada entre muitos no exílio cubano e na comunidade cubano-americana dos Estados Unidos, que o veem com animosidade como "o açougueiro de La Cabaña". Apesar desse status polarizado, um gráfico monocromático de alto contraste do rosto de Che, criado em 1968 pelo artista irlandês Jim Fitzpatrick, tornou-se uma imagem universalmente mercantilizada e objetificada, encontrada em uma infinita variedade de itens, incluindo camisetas, chapéus, pôsteres, tatuagens e biquínis, contribuindo para a cultura de consumo que ele próprio desprezava. No entanto, ele ainda permanece uma figura transcendente, tanto em contextos especificamente políticos e como um ícone popular de rebelião juvenil.

### Prêmios e honrarias
- Ordem da República, Egito, 1959.[311][312]
- Doutorado Honoris Causa em Pedagogia, Universidad Central de Las Villas, 1959.[313]
- Ordem do Leão Branco, Tchecoslováquia, 1960, "pela sua colaboração para a promoção de relações amistosas entre os dois países".[314]
- Ordem Nacional do Cruzeiro do Sul, Brasil, 1961, "para expressar a Vossa Excelência, ao Governo de Cuba e ao povo cubano, nossa gratidão, nosso respeito".[315]
- Ordem da Grande Revolução de Primeiro de Setembro, Líbia, 1990.[316]
- Ilustre cidadão post-mortem de Rosario, 2002.[317]
- Doutorado Honoris Causa em Ciências Médicas, Instituto Superior de Ciencias Médicas, 2003.[318]
- Ordem Augusto César Sandino, condecoração máxima da Nicarágua, 2008.[319]